# عثمان بن عفان
أمير المؤمنين أَبُو عَبْدِ اللَّهِ عُثْمَانُ بْنُ عَفَّانَ بْنِ أَبِي الْعَاصِ الْأُمَوِيُّ الْقُرَشِيُّ (47 ق. هـ – 12 ذي الحجة 35 هـ / 576 – 17 يونيو [حزيران] 656م) ثالث الخلفاء الراشدين، وأحد العشرة المبشرين بالجنة، ومن السابقين إلى الإسلام. يلقَّب ذا النورين لأنه تزوج اثنتين من بنات النبي محمد صلى الله عليه و سلم ، حيث تزوج من رقية ثم بعد وفاتها تزوج من أم كلثوم.
كان عثمان أول مهاجر إلى أرض الحبشة لحفظ الإسلام ثم تبعه سائر المهاجرين إلى أرض الحبشة. ثم هاجر الهجرة الثانية إلى المدينة المنورة. وكان رسول اللَّه يثق به ويحبه ويكرمه لحيائه وأخلاقه وحسن عشرته وما كان يبذله من المال لنصرة المسلمين والذين آمنوا بالله، وبشّره بالجنة كأبي بكر وعمر وعلي وبقية العشرة، وأخبره بأنه سيموت شهيداً.
بويع عثمان بالخلافة بعد الشورى التي تمت بعد وفاة عمر بن الخطاب سنة 23 هـ الموافقة لسنة 644م، وقد استمرت خلافته نحو اثني عشر عاماً. تم في عهده جمع القرآن وعمل توسعة للمسجد الحرام وكذلك المسجد النبوي، وفتحت في عهده عدد من الأمصار وتوسعت الدولة الإسلامية، فمن البلدان التي فتحت أيامَ خلافته أرمينية وخراسان وكرمان وسجستان وإفريقية وقبرص. وقد أنشأ أول أسطول بحري إسلامي لحماية الشواطئ الإسلامية من هجمات البيزنطيين.
في النصف الثاني من خلافة عثمان التي استمرت لمدة اثنتي عشرة سنة، ظهرت أحداث الفتنة التي أدت إلى اغتياله. وكان ذلك في يوم الجمعة الموافق 12 من شهر ذي الحجة سنة 35 هـ، وعمره اثنتان وثمانون سنة، ودفن في البقيع بالمدينة المنورة.

## بداية حياته

### نسبه

تخطيط اسم عُثمان بن عفَّان كما هو منقوش في آيا صوفيا.

- هو: «عثمان بن عفان بن أبي العاص بن أمية بن عبد شمس بن عبد مناف بن قصي بن كلاب بن مرة بن كعب بن لؤي بن غالب بن فهر بن مالك بن النضر وهو قريش بن كنانة بن خزيمة بن مدركة بن إلياس بن مضر بن نزار بن معد بن عدنان». يلتقي نسبه بنسب الرسول محمد في عبد مناف.
- أمه: «أروى بنت كريز بن ربيعة بن حبيب بن عبد شمس بن عبد مناف بن قصي بن كلاب بن مرة بن كعب بن لؤي بن غالب بن فهر بن مالك بن النضر وهو قريش بن كنانة بن خزيمة بن مدركة بن إلياس بن مضر بن نزار بن معد بن عدنان». وهي ابنة عمة النبي محمد، فأمها هي البيضاء بنت عبد المطلب.[9]

### نشأته
ولد عثمان بن عفان في الطائف وقيل في مكة سنة 576 م بعد عام الفيل بست سنين. وهو من بطن بني أمية بن عبد شمس بن عبد مناف وهم من كبار سادات قريش، وأبوه عفان ابن عم أبي سفيان بن حرب. أنجبته أمه أروى بنت كريز وأنجبت كذلك شقيقته آمنة بنت عفان، وبعد وفاة والده عفان، تزوجت أمه من عقبة بن أبي معيط الأموي القرشي وأنجبت منه ثلاثة أبناء وبنت، هم الوليد بن عقبة وخالد بن عقبة وعمارة بن عقبة وأم كلثوم بنت عقبة فهم إخوة عثمان لأمه. وقد أسلمت أم عثمان وماتت في خلافته، وكان أحد اللذين حملوها إلى قبرها، وأما أبوه فمات في الجاهلية.
كان عثمان غنياً شريفاً في الجاهلية، ومن أحكم قريش عقلاً وأفضلهم رأياً، كما كان محبوباً من قبلهم. وهو لم يسجد لأي صنم طوال حياته، كما أنه لم يشرب الخمر لا في الجاهلية ولا في الإسلام. كما أنه قد كان على علم بمعارف العرب في الجاهلية من الأنساب والأمثال وأخبار الأيام، وقد رحل إلى الشام والحبشة، وعاشر أقواماً غير العرب فعرف من أحوالهم وأطوارهم ما ليس يعرفه غيره من قومه. واهتم بالتجارة التي ورثها عن والده، ونمت ثرواته، وأصبح يعد من رجالات بني أمية الذين لهم مكانة في قريش كلها، فكان كريماً جواداً وكان من كبار الأثرياء وقد نال مكانة مرموقة في قومه، ومحبة كبيرة. وقد كان يكنى في الجاهلية أبا عمرو، فلما جاء له عبد الله من رقية بنت النبي محمد، كناه المسلمون أبا عبد الله. وكان عثمان يلقب بذي النورين لزواجه من رقية ومن ثم أم كلثوم بنتي النبي محمد.

## صفته
كان عثمان جميلاً ليس بالقصير ولا بالطويل، أسمر رقيق البشرة، كبير اللحية، كثير الشعر، عظيم الكراديس (جمع كردوس، وهو كل عظمين التقيا في مفصل)، عظيم ما بين المنكبين، جُمَّته (مجتمع شعر الرأس) أسفل من أذنيه، جذل الساقين، طويل الذراعين، شعره قد كسا ذراعيه. أقنى (بيِّن القنا)، بوجهه نكتات جدري، يصفِّر لحيته ويشد أسنانه بالذهب.
وقال الزهري: «كان عثمان رجلا مربوعا، حسن الشعر، حسن الوجه، أصلع، أروح الرجلين (منفرج ما بينهما)، وأقنى (طويل الأنف مع دقة أرنبته، وحدب في وسطه)، خدل الساقين (ضخم الساقين)، طويل الذراعين، قد كسا ذراعيه جعد الشعر، أحسن الناس ثغرا، جُمَّته (مجتمع شعر الرأس) أسفل من أذنيه. والراجح أنه أبيض اللون، وقد قيل:أسمر اللون.»
كان رجال قريش يأتونه ويألفونه للعديد من الأمور لعلمه، وتجاربه، وحسن مجالسته، وكان شديد الحياء، ومن كبار التجار. كما أنه لم يكن يوقظ نائمًا من أهله إلا أن يجده يقظان فيدعوه فيناوله وضوءه، وكان يصوم الدهر، ويلي وضوء الليل بنفسه. وقد كان ليَّن العريكة، كثير الإحسان والحلم.
أما ما جاء في لباسه فقد رئي وهو على بغلة عليه ثوبان أصفران له غديرتان، ورئي وهو يبني الزوراء (الزوراء: دار عثمان بالمدينة). على بغلة شهباء مصفِّرًا لحيته، وخطب وعليه خميصة (وهي كساء أسود له علمان). سوداء وهو مخضوب بحناء، ولبس ملاءة صفراء وثوبين ممصرين، وبردًا يمانيًا ثمنه مائة درهم، وتختم في اليسار، وكان ينام في المسجد متوسدًا رداءه.

## إسلامه
أسلم عثمان بن عفان حينما كان في الرابعة والثلاثين من عمره، حين دعاه أبو بكر الصديق إلى الإسلام قائلاً له: «ويحك يا عثمان واللَّه إنك لرجل حازم ما يخفى عليك الحق من الباطل، هذه الأوثان التي يعبدها قومك، أليست حجارة صماء لا تسمع ولا تبصر ولا تضر ولا تنفع؟ فقال: بلى واللَّه إنها كذلك. قال أبو بكر: هذا محمد بن عبد الله قد بعثه اللَّه برسالته إلى جميع خلقه، فهل لك أن تأتيه وتسمع منه؟ فقال: نعم». وفي الحال مرَّ رسول اللَّه فقال: «يا عثمان أجب اللَّه إلى جنته فإني رسول اللَّه إليك وإلى جميع خلقه». قال: «فواللَّه ما ملكت حين سمعت قوله أن أسلمت، وشهدت أن لا إله إلا اللَّه وحده لا شريك له، وأن محمداً عبد الله ورسوله».» فكان بذلك من السابقين الأولين وقبل دخول محمد بن عبد الله دار الأرقم، حتى قال أبو إسحاق: «كان أول الناس إسلاماً بعد أبي بكر وعلي وزيد بن حارثة عثمان». فهو رابع من أسلم من الرجال. وكان عثمان قد حدث له موقف عند عودته من الشام، وقد قصه على النبي محمد حينما دخل عليه هو وطلحة بن عبيد الله، فعرض عليهما الإسلام وقرأ عليهما القرآن، وأنبأهما بحقوق الإسلام ووعدهما الكرامة من الله فآمنا وصدقا، فقال عثمان: «يا رسول الله، قدمت حديثا من الشام، فلما كنا بين معان والزرقاء فنحن كالنيام فإذا منادٍ ينادينا: أيها النيام هبوا، فإن أحمد قد خرج بمكة، فقدمنا فسمعنا بك.»

### زواجه من رقية
كان النبي محمد صلى الله عليه وسلم قد زوج رقية من عتبة بن أبي لهب، وزوج أختها أم كلثوم من عتيبة بن أبي لهب، فلما نزلت سورة المسد ﴿تَبَّتْ يَدَا أَبِي لَهَبٍ وَتَبَّ ۝١ مَا أَغْنَى عَنْهُ مَالُهُ وَمَا كَسَبَ ۝٢ سَيَصْلَى نَارًا ذَاتَ لَهَبٍ ۝٣ وَامْرَأَتُهُ حَمَّالَةَ الْحَطَبِ ۝٤ فِي جِيدِهَا حَبْلٌ مِنْ مَسَدٍ ۝٥﴾ [المسد:1–5] . قال لهما أبو لهب وأمهما أم جميل بنت حرب بن أمية فارقا ابنتي محمد، ففارقاهما قبل أن يدخلا بهما.

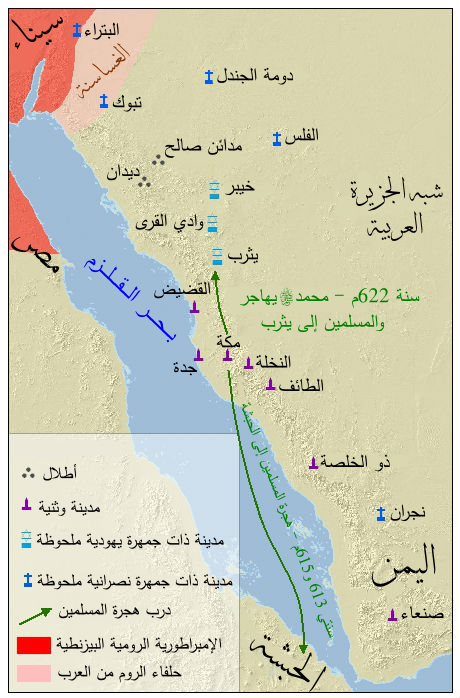
في السنة الخامسة للبعثة هاجرت أول دفعة من المسلمين، وكانوا اثني عشر رجلاً وأربع نسوة، وكان رئيسهم عثمان بن عفان ومعه زوجته رقية، وقد خرجوا قاصدين ميناء الشعيبة، فاستقلوا سفينتين حتى وصلوا إلى الحبشة.

حينما سمع عثمان بخبر طلاق رقية بادر إلى خطبة رقية من رسول الله عليه الصلاة والسلام فزوجها منه، وزفّتها أم المؤمنين خديجة بنت خويلد، فكان يقال لها حين زفت إليه: «أحسن زوجين رآهما إنسان، رقية وزوجها عثمان».
وعن عبد الرحمن بن عثمان القرشي: «أن رسول الله دخل على ابنته وهي تغسل رأس عثمان، فقال: «يا بنية أحسني إلى أبي عبد الله، فإنه أشبه أصحابي بي خُلُقًا».»

### هجرته إلى الحبشة
كان الصحابة قد قابلوا أنواع التعذيب من قبل كفار قريش، وكان من ضمنهم عثمان إذ عُذب من قِبل عمه الحكم ابن أبي العاص بن أمية الذي أخذه فأوثقه رباطاً وقال: «أترغب عن ملة آبائك إلى دين محدث؟ والله لا أحلُّك أبدا حتى تدع ما أنت عليه من هذا الدين»، فقال عثمان: «والله لا أدعه أبداً ولا أفارقه». فلما رأى الحكم صلابته في دينه تركه. ولكن الأذى اشتد بالمسلمين جميعاً، واشتد الأمر حين قتل ياسر وزوجته سمية، فقال النبي صلى الله عليه وسلم للمسلمين: «لَوْ خَرَجْتُمْ إِلَى الْحَبَشَةِ، فَإِنَّ بِهَا مَلِكًا صَالِحَاً لَا يُظْلَمُ عِنْدَهُ أَحَدٌ.» وبدأت الهجرة فخرجوا من مكة حتى وصلوا ساحل البحر الأحمر، ثم أمَّروا عليهم عثمان بن مظعون، ووجدوا سفينتين، فركبوا مقابل نصف دينار لكل منهم، وعلمت قريش فأسرعت في تعقبهم إلى الساحل ولكنهم كانوا قد أبحروا. وكان ممن هاجر إلى أرض الحبشة الهجرة الأولى والهجرة الثانية عثمان بن عفان ومعه فيهما امرأته رقية بنت رسول الله، وكان وصولهم للحبشة في شهر رجب من السنة الخامسة من البعثة، فوجدوا الأمن والأمان وحرية العبادة، وقد تحدث القرآن عن هجرة المسلمين الأوائل إلى أرض الحبشة، قال تعالى: ﴿وَالَّذِينَ هَاجَرُوا فِي اللَّهِ مِنْ بَعْدِ مَا ظُلِمُوا لَنُبَوِّئَنَّهُمْ فِي الدُّنْيَا حَسَنَةً وَلَأَجْرُ الْآخِرَةِ أَكْبَرُ لَوْ كَانُوا يَعْلَمُونَ ۝٤١﴾ [النحل:41]. وقد نقل القرطبي قول قتادة: «المراد أصحاب محمد - صَلَّى اللَّهُ عَلَيْهِ وَسَلَّمَ -، ظلمهم المشركون بمكة وأخرجوهم حتى لحق طائفة منهم بالحبشة، ثم بوأهم الله تعالى دار الهجرة، وجعل لهم أنصارا من المؤمنين».
وقال تعالى: ﴿قُلْ يَا عِبَادِ الَّذِينَ آمَنُوا اتَّقُوا رَبَّكُمْ لِلَّذِينَ أَحْسَنُوا فِي هَذِهِ الدُّنْيَا حَسَنَةٌ وَأَرْضُ اللَّهِ وَاسِعَةٌ إِنَّمَا يُوَفَّى الصَّابِرُونَ أَجْرَهُمْ بِغَيْرِ حِسَابٍ ۝١٠﴾ [الزمر:10]. قال ابن عباس: «يريد جعفر بن أبي طالب والذين خرجوا معه إلى الحبشة».
ولما أشيع أن أهل مكة قد أسلموا، وبلغ ذلك مهاجري الحبشة أقبلوا، حتى إذا دنوا من مكة بلغهم أن ما كانوا تحدثوا به من إسلام أهل مكة كان باطلاً، فدخلوا في جوار بعض أهل مكة، وكان ممن رجع إلى مكة عثمان بن عفان وزوجته رقية، واستقر المقام به فيها حتى أذن الله بالهجرة إلى المدينة.

## عثمان بن عفان في العهد النبوي

### عثمان وغزوة بدر
لما خرج المسلمون لغزوة بدر كانت زوجة عثمان رقية بنت رسول الله مريضة بمرض الحصبة ولزمت الفراش، في الوقت الذي دعا فيه رسول الله للخروج لملاقاة القافلة، وسارع عثمان للخروج مع رسول الله، إلا أنه تلقى أمرًا بالبقاء إلى جانب زوجته رقية لتمريضها، وامتثل لهذا الأمر وبقي إلى جوارها، إلى أن توفيت. وجهزت رقية ثم حمل جثمانها ودفنت في البقيع، وفيما هم عائدون إذ بزيد بن حارثة قد أقبل على ناقة رسول الله يبشر بسلامة الرسول محمد وقتل المشركين وأسر من تبقى منهم. وبعد عودة الرسول محمد علم بوفاة ابنته رقية، فخرج إلى البقيع ووقف على قبرها يدعو لها بالغفران. وقد ضرب النبي محمد لعثمان بسهمه فاعتبره بذلك مشاركاً لهم في الغنيمة والفضل والأجر. وقد عُد عثمان من البدريين بالاتفاق.
وعن عثمان بن عبد الله بن موهب قال: «جاء رجل من مصر حج البيت فقال: يا ابن عمر إني سائلك عن شيء فحدثني أنشدك الله بحرمة هذا البيت، هل تعلم أن عثمان تغيب عن بدر فلم يشهدها؟ فقال: نعم، ولكن أما تغيبه عن بدر فإنه كانت تحته بنت رسول الله فمرضت، فقال له رسول الله: «لك أجر رجل شهد بدرا وسهمه».»
وعن أبي وائل، عن عثمان بن عفان أنه قال: «أما يوم بدر فقد تخلفت على بنت رسول الله، وقد ضرب رسول الله لي فيها بسهم. وقال زائدة في حديثه: ومن ضرب له رسول الله فيها بسهم فقد شهد.»

### بيعة الرضوان
لما نزل النبي محمد الحديبية في العام السادس للهجرة، رأى أنه من الضروري أن يرسل مبعوثا إلى قريش يبلغهم فيها نواياه السلمية بعدم الرغبة في القتال، وحرصه على احترام المقدسات، ومن ثم أداء مناسك العمرة، والعودة إلى المدينة، فوقع الاختيار على أن يكون المبعوث إلى قريش خراش بن أمية الخزاعي، فلما دخل مكة أرادت قريش قتله فمنعهم الأحابيش، فلما عاد أخبر الرسول بما صنعت قريش، فأراد رسول الله أن يرسل سفيرا آخر فوقع الاختيار في بداية الأمر على عمر بن الخطاب، فاعتذر عن الذهاب إليهم، وأشار على رسول الله أن يبعث عثمان مكانه، لأن له قبيلة تحميه من أذى المشركين حتى يبلغ رسالة رسول الله، وقال لرسول الله: إني أخاف قريشا على نفسي، قد عرفت عداوتي لها، وليس بها من بني عدي من يمنعني، وإن أحببت يا رسول الله دخلت عليهم، فلم يقل رسول الله شيئا، قال عمر: ولكن أدلك يا رسول الله على رجل أعز بمكة مني، وأكثر عشيرة وأمنع، عثمان بن عفان، فدعا رسول الله عثمان فقال: «اذْهَبْ إِلَى قُرَيْشٍ فَخَبّرْهُم  أنَّا لَمْ نَأْتِ لِقِتَالِ أَحَدٍ، وَإِنّمَا جِئْنَا زواراً لهذا البيت، معظمين لحرمته، معنا الهدي، ننحره وننصرف»
فخرج عثمان بن عفّان حتى أتى بَلْدَح (مكان قريب من مكة). فوجد قريشا هناك، فقالوا: أين تريد؟ قال: «بعثني رسول الله إليكم، يدعوكم إلى الله وإلى الإسلام، تدخلون في دين الله كافة، فإن الله مظهر دينه ومعز نبيه، وأخرى تكفون ويَلِي هذا منه غيركم، فإن ظفروا بمحمد فذلك ما أردتم، وإن ظفر محمد كنتم بالخيار أن تدخلوا فيما دخل فيه الناس أو تقاتلوا وأنتم وافرون جامون، إن الحرب قد نهكتكم، وأذهبت بالأماثل منكم، فجعل عثمان يكلمهم فيأتيهم بما لا يريدون» قالوا: «قد سمعنا ما تقول ولا كان هذا أبداً، ولا دخلها علينا عنوة، فارجع إلى صاحبك فأخبره أنه لا يصل إلينا»، فقام إليه أبان بن سعيد بن العاص فرحب به وأجاره وقال: «لا تقصر عن حاجتك»، ثم نزل عن فرس كان عليه، فحمل عثمان على السرج وردفه وراءه، فدخل عثمان مكة فأتى أشرافهم؛ أبا سفيان بن حرب، وصفوان بن أمية، وغيرهما من لقي ببلدح، ومنهم من لقي بمكة، فجعلوا يردون عليه: «إن محمداً لا يدخلها علينا أبداً». وعرض المشركون على عثمان أن يطوف بالبيت فأبى، وقام عثمان بتبليغ رسالة الرسول محمد إلى المستضعفين بمكة وبشرهم بقرب الفرج والمخرج، وأخذ منهم رسالة شفهية إلى رسول الله جاء فيها: «اقرأ على رسول الله منا السلام، إن الذي أنزله بالحديبية لقادر على أن يدخله بطن مكة» وتسربت شائعة إلى المسلمين مفادها أن عثمان قتل، فدعا رسول الله أصحابه إلى مبايعته على قتال المشركين ومناجزتهم، فاستجاب الصحابة وبايعوه على الموت سوى الجد بن قيس وذلك لنفاقه. وقال النبي بيده اليمنى: «هذه يد عثمان» فضرب بها على يده. وكان عدد الصحابة الذين أخذ منهم الرسول المبايعة تحت الشجرة ألف وأربعمائة صحابي.

### عثمان وجيش العسرة

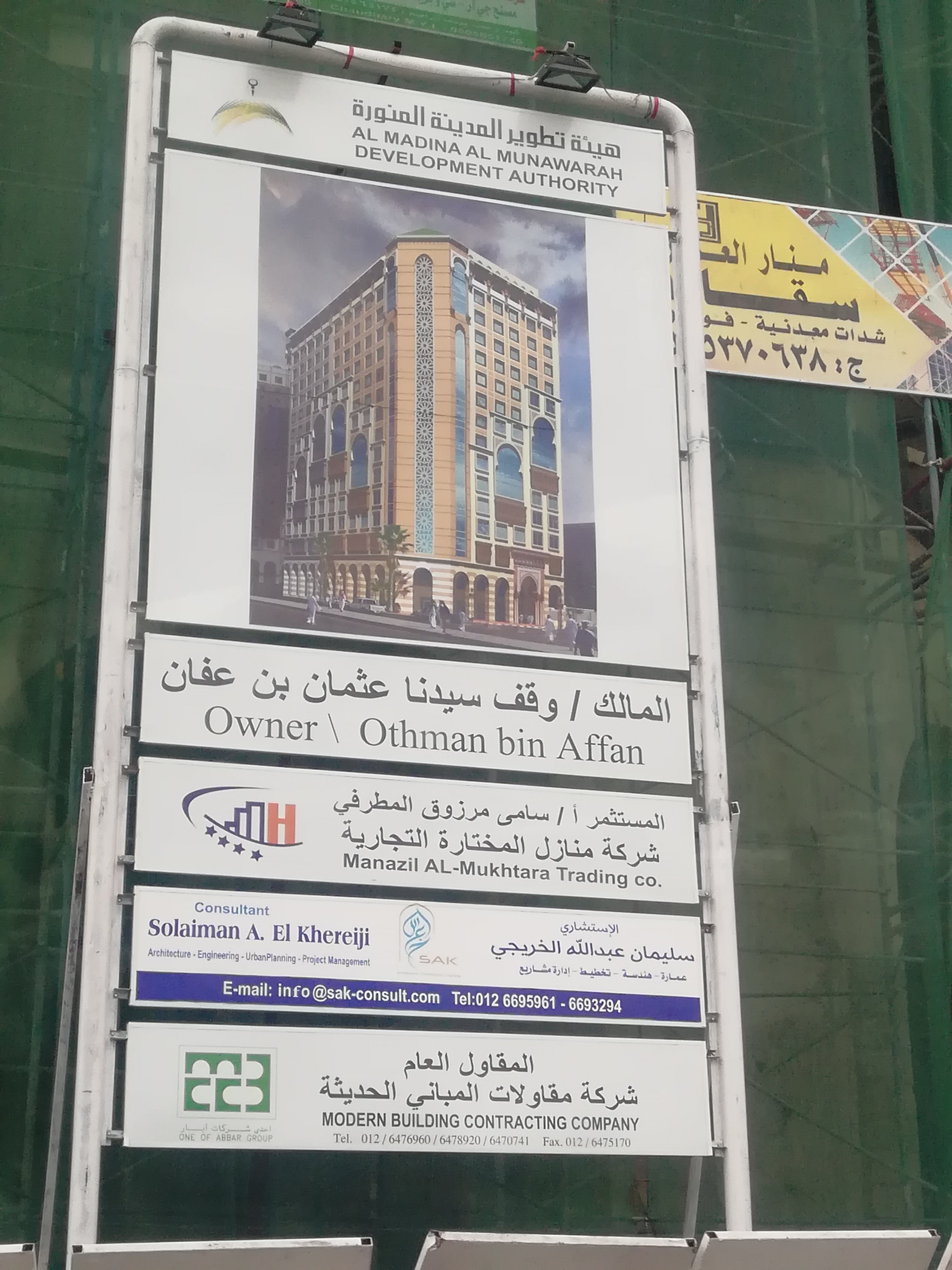
وقف سيدنا عثمان بن عفان بالمدينة المنورة

يقال لغزوة تبوك غزوة العُسرة، مأخوذة من قول الله في القرآن: ِ ﴿لَقَد تَّابَ الله عَلَى النَّبِيِّ وَالْمُهَاجِرِينَ وَالأَنصَارِ الَّذِينَ اتَّبَعُوهُ فِي سَاعَةِ الْعُسْرَة﴾ (سورة التوبة، آية: 117)
ندب رسول اللَّه الناس إلى الخروج وأعلمهم المكان الذي يريد ليتأهبوا لذلك، وبعث إلى مكة وإلى قبائل العرب يستنفرهم وأمر الناس بالصدقة، وحثهم على النفقة والحملان، فجاؤوا بصدقات كثيرة فجهَّز عثمان ثلث الجيش جهزهم بتسعمائة وأربعين بعيرًا وبستين فرساً.
قال ابن إسحاق: «أنفق عثمان في ذلك الجيش نفقة عظيمة لم ينفق أحد مثلها».
وقيل جاء عثمان بألف دينار في كمه حين جهز جيش العُسرة فنثرها في حجر رسول الله فقبلها وهو يقول: «ما ضرَّ عثمان ما عمل بعد اليوم». وقال رسول اللَّه: «من جهز جيش العُسرة فله الجنة».
يقول ابن شهاب الزهري: «قدم عثمان لجيش العسرة في غزوة تبوك تسعمائة وأربعين بعيراً، وستين فرساً أتم بها الألف، وجاء عثمان إلى رسول الله في جيش العسرة بعشرة آلاف دينار صبها بين يديه، فجعل الرسول يقلبها بيده ويقول: «ما ضر عثمان ما عمل بعد اليوم» مرتين».
كما تحدث عبد الرحمن بن حباب عن نفقة عثمان حيث قال: «شَهِدْتُ النَّبِيَّ وَهُوَ يَحُثُّ عَلَى جَيْشِ الْعُسْرَةِ فَقَامَ عُثْمَانُ بْنُ عَفَّانَ فَقَالَ: يَا رَسُولَ اللَّهِ عَلَيَّ مِائَة بَعِيرٍ وَأَقْتَابِهَا فِي سَبِيلِ الله، ثُمَّ حَضَّ عَلَى الْجَيْشِ فَقَامَ عُثْمَانُ بْنُ عَفَّانَ فَقَالَ: يَا رَسُولَ اللَّهِ، عَلَيَّ مِائَتَا بَعِيرٍ بِأَحْلَاسِهَا  وَأَقْتَابِهَا فِي سَبِيلِ الله، ثُمَّ حَضَّ عَلَى الْجَيْشِ فَقَامَ عُثْمَانُ بْنُ عَفَّانَ فَقَالَ: يَا رَسُولَ اللَّهِ، عَلَيَّ ثَلَاثمائة بَعِيرٍ بِأَحْلَاسِهَا وَأَقْتَابِهَا فِي سَبِيلِ الله، فَأَنَا رَأَيْتُ رَسُولَ الله يَنْزِلُ عَلَى المِنْبَرِ وَهُوَ يَقُولُ: «مَا عَلَى عُثْمَان مَا عَمِلَ بَعْدَ هَذِه، مَا عَلَى عُثْمَان مَا عَمِلَ بَعْدَ هَذِه»».
وعن عبد الرحمن بن سمرة قال:
«جاء عثمان بن عفان إلى النبي بألف دينار في ثوبه حين جهز النبي جيش العسرة، قال: فجعل النبي يقلبها بيده ويقول: «ما ضر ابن عفان ما عمل بعد اليوم» يرددها مراراً».

### بئر رومة
عندما قدم النبي محمد إلى المدينة المنورة وجد أن الماء العذب قليل، وليس بالمدينة ما يستعذب غير بئر رومة، فقال رسول الله: «من يشتري بئر رومة فيجعل دلوه مع دلاء المسلمين بخير له في الجنة». وقال: «من حفر بئر رومة فله الجنة».
وقد كانت رومة قبل قدوم النبي لا يشرب منها أحد إلا بثمن، فلما قدم المهاجرون المدينة استنكروا الماء، وكانت لرجل من بني غفار عين يقال لها رومة، وكان يبيع منها القربة بِمُدّ، فقال النبي: «تبيعها بعين في الجنة؟» فقال: «يا رسول الله، ليس لي ولا لعيالي غيرها». فبلغ ذلك عثمان فاشتراها بخمسة وثلاثين ألف درهم، ثم أتى النبي فقال: «أتجعل لي فيها ما جعلت له؟» قال: «نعم» قال: «قد جعلتها للمسلمين». وقيل كانت رومة ركية ليهودي يبيع المسلمين ماءها، فاشتراها عثمان بن عفان من اليهودي بعشرين ألف درهم، فجعلها للغني والفقير وابن السبيل.
وهذه البئر في عقيق المدينة، روي عن النبي أنه قال: «نعم القليب قليب المُزَني»، وهي التي اشتراها عثمان بن عفان فتصدق بها. وروي عن موسى بن طلحة عن رسول اللَّه أنه قال: «نعم الحفير حفير المزني»، يعني رومة. فلما سمع عثمان ذلك ابتاع نصفها بمائة بكرة وتصدق بها على المسلمين فجعل الناس يستقون منها. فلما رأى صاحبها أنه امتنع منه ما كان يصيب منها باعها من عثمان بشيء يسير فتصدق بها كلها.

### توسعة المسجد النبوي

نموذج للمسجد النبوي والحجرات في عهد النبي محمد، وقد كان مبنيا باللبن وسقفه الجريد.

بعد أن بنى رسول الله مسجده في المدينة، صار المسلمون يجتمعون فيه ليصلوا الصلوات الخمس، ويحضروا خطب النبي، ويتعلموا في المسجد أمور دينهم، ضاق المسجد بالناس، فرغب النبي من بعض الصحابة أن يشتري بقعة بجانب المسجد لكي تزاد في المسجد حتى يتسع لأهله، فقال: «من يشتري بقعة آل فلان فيزيدها في المسجد بخير له منها في الجنة؟» فاشتراها عثمان بن عفان من ماله بخمسة وعشرين ألف درهم، أو بعشرين ألفا، ثم أضيفت للمسجد، ووسع على المسلمين.
وروى يحيى عن المطلب بن عبد اللَّه بن حنطب قال: «لما ولي عثمان بن عفان سنة أربع وعشرين، كلَّمه الناس أن يزيد في مسجدهم، وشكوا إليه ضيقه يوم الجمعة، حتى إنهم ليصلون في الرحاب. فشاور فيه عثمان أهل الرأي من أصحاب رسول اللَّه، فأجمعوا على أن يهدمه ويزيد فيه، فصلَّى الظهر بالناس، ثم صعد المنبر فحمد اللَّه وأثنى عليه، ثم قال: أيها الناس إني أردت أن أهدم مسجد رسول اللَّه وأزيد فيه وأشهد أني سمعت رسول اللَّه يقول: «من بنى مسجدًا بنى اللَّه له بيتًا في الجنة». وقد كان لي فيه سلف، وإمام سبقني وتقدمني عمر بن الخطاب، كان قد زاد فيه وبناه، وقد شاورت أهل الرأي من أصحاب رسول اللَّه، فأجمعوا على هدمه وبنائه وتوسيعه، فحسن الناس يومئذ ذلك ودعوا له، فأصبح، فدعا العمال وباشر ذلك بنفسه، وكان رجلًا يصوم الدهر ويصلي الليل، وكان لا يخرج من المسجد، وأمر بالفضة المنخولة تعمل ببطن نخل، وكان أول عمله في شهر ربيع الأول من سنة 29 هـ، وفرغ منه حين دخلت السنة لهلال المحرم سنة 30 هـ فكان عمله عشرة أشهر»
قال الحافظ ابن حجر: «كان بناء عثمان للمسجد سنة ثلاثين على المشهور، وقيل في آخر سنة من خلافته».
كان المسجد النبوي على عهد النبي محمد مبنيا باللبن وسقفه الجريد، وعمده خشب النخل، فلم يزد فيه أبو بكر الصديق شيئا وزاد فيه عمر بن الخطاب وبناه على بنائه في عهد رسول الله باللبن والجريد وأعاد عمده خشباً، ثم غيَّره عثمان، فزاد فيه زيادة كبيرة، وبنى جداره بالحجارة المنقوشة والفضة، وجعل عمده من حجارة منقوشة وسقفه بالساج، وجعل أبوابه على ما كانت أيام عمر ستة أبواب.

## عثمان بن عفان في عهد أبي بكر وعمر

### في عهد أبي بكر الصديق
كان عثمان من الصحابة وأهل الشورى الذين يؤخذ رأيهم في كبرى المسائل في خلافة أبي بكر، فقد كان عمر بن الخطاب للحزامة والشدائد، وعثمان بن عفان للرفق والأناة. حيث كان عمر وزيراً للخلافة في عهد الصديق، أما عثمان فكان أمينها العام. وكان رأيه مقدماً عند الصديق؛ فبعد أن قضى أبو بكر على حركة الردة، أراد أن يغزو الروم، فقام في الناس يستشيرهم، فقال الألباب ما عندهم، ثم استزادهم أبو بكر فقال: ما ترون؟ فقال عثمان: «إني أرى أنك ناصح لأهل هذا الدين، شفيق عليهم، فإذا رأيت رأيا لعامتهم صلاحا، فاعزم على إمضائه فإنك غير ظنين.» فقال طلحة والزبير وسعد وأبو عبيدة وسعيد بن زيد ومن حضر ذلك المجلس من المهاجرين والأنصار: «صدق عثمان، ما رأيت من رأي فأمْضِه».
ولما أراد الصديق أن يبعث والياً إلى البحرين استشار أصحابه، فقال عثمان: «ابعث رجلاً قد بعثه رسول الله إليهم فقدم عليه بإسلامهم وطاعتهم، وقد عرفوه وعرفهم وعرف بلاده» وكان عثمان يقصد العلاء بن الحضرمي، فبعث الصديق العلاء إلى البحرين.
ولما اشتد المرض بأبي بكر استشار الناس فيمن يحبون أن يقوم بالأمر من بعده، فأشاروا بعمر، وكان رأي عثمان في عمر: «اللهم علمي به أن سريرته خير من علانيته، وأنه ليس فينا مثله. فقال أبو بكر: يرحمك الله، والله لو تركته ما عدتك.»
وفي إحدى الفترات من خلافة أبي بكر الصديق حصل هنالك قحط وأزمة اقتصادية، عن ابن عباس قال: «قحط المطر على عهد أبي بكر الصديق، فاجتمع الناس إلى أبي بكر فقالوا: السماء لم تمطر، والأرض لم تنبت، والناس في شدة شديدة، فقال أبو بكر: انصرفوا واصبروا، فإنكم لا تمسون حتى يفرج الله الكريم عنكم، قال: فما لبثنا أن جاء أجراء عثمان من الشام، فجاءته مائة راحلة بُرًّا - أو قال طعاما - فاجتمع الناس إلى باب عثمان، فقرعوا عليه الباب، فخرج إليهم عثمان في ملأ من الناس، فقال: ما تشاءون؟ قالوا: الزمان قد قحط؛ السماء لا تمطر، والأرض لا تنبت، والناس في شدة شديدة، وقد بلغنا أن عندك طعاما، فبعنا حتى نوسع على فقراء المسلمين، فقال عثمان: حبًّا وكرامة ادخلوا فاشتروا، فدخل التجار، فإذا الطعام موضوع في دار عثمان، فقال: يا معشر التجار كم تربحونني على شرائي من الشام؟ قالوا: للعشرة اثنا عشر، قال عثمان: قد زادني، قالوا: للعشرة خمسة عشر، قال عثمان: قد زادني، قال التجار: يا أبا عمرو، ما بقي بالمدينة تجار غيرنا، فمن زادك؟ قال: زادني الله بكل درهم عشرة، أعندكم زيادة؟ قالوا: اللهم لا، قال: فإني أشهد الله أني قد جعلت هذا الطعام صدقة على فقراء المسلمين».
قال ابن عباس: «فرأيت من ليلتي رسول الله في المنام وهو على برذون أبلق (الذي فيه سواد وبياض) عليه حُلَّة من نور، في رجليه نعلان من نور، وبيده قصبة من نور، وهو مستعجل، فقلت: يا رسول الله، قد اشتد شوقي إليك وإلى كلامك فأين تبادر؟ قال: «يا ابن عباس، إن عثمان قد تصدق بصدقة، وإن الله قد قبلها منه وزوجه عروسا في الجنة، وقد دعينا إلى عرسه»».

### في عهد عمر بن الخطاب
كان عثمان ذا مكانة عند عمر، فإذا أراد الناس أن يسألوا عمر في مسألة طلبوا الأمر من عثمان أو عبد الرحمن بن عوف، وإذا لم يقدر هذان على الأمر طلبوا ذلك من العباس.
لقد كانت مكانة عثمان في خلافة عمر بن الخطاب كمكانة الوزير من الخليفة، فقد جاء في بعض الروايات بأنه هو الذي أشار على عمر بفكرة الديوان وكتابة التاريخ، وكان ممن أيدوا رأي عمر في عدم تقسيم أرض الفتوح على الفاتحين وإبقائها فيئًا للمسلمين وللذرية من بعدهم.
لما اتسعت الفتوحات وكثرت الأموال جمع عمر ناسا من أصحاب رسول الله ليستشيرهم في هذا المال، فقال عثمان: «أرى مالا كثيراً يسع الناس، وإن لم يحصوا حتى يعرف من أخذ منهم ممن لم يأخذ خشيت أن ينتشر الأمر، فعمل عمر برأي عثمان، وتم تدوين الدواوين.»
في كتابة التاريخ فقد ذكرت بعض الروايات أن الذي أشار على عمر بجعل السنة الهجرية تبدأ بالمحرم هو عثمان، وذلك أنه لما تم الاتفاق على جعل مبدأ التاريخ الإسلامي من هجرة النبي، اختلفوا في أي الأشهر يجعل بداية للسنة، فقال عثمان: «أرخوا من المحرم أول السنة، وهو شهر حرام، وأول الشهور في العدة، وهو منصرف الناس من الحج» فرضي عمر ومن شهده من أصحابه رأي عثمان واستقر عليه الأمر، وأصبح مبدأ تاريخ الإسلام.
لما استخلف عمر بن الخطاب سنة 13 هـ، بعث تلك السنة على الحج عبد الرحمن بن عوف، فحج بالناس، وحج مع عمر أيضا آخر حجة حجها عمر سنة 23 هـ، وأذن عمر تلك السنة لأزواج النبي في الحج، فحُملن في الهوادج، وبعث معهن عثمان بن عفان وعبد الرحمن بن عوف، فكان عثمان يسير على راحلته أمامهن فلا يدع أحدا يدنو منهن، وينزلن مع عمر كل منزل، فكان عثمان وعبد الرحمن ينزلان بهن في الشعاب، وينزلان هما في أذل الشعب، فلا يتركان أحدا يمر عليهن.

## توليه الخلافة

### الفقه العمري في الاستخلاف
استمر اهتمام عمر بن الخطاب بوحدة الأمة ومستقبلها حتى اللحظات الأخيرة من حياته، وقد استطاع أن يبتكر طريقة جديدة لم يسبق إليها في اختيار الخليفة الجديد، وذلك عن طريق جعل الشورى في عدد محصور، وقد حصر ستة من الصحابة كلهم يصلحون لتولي الأمر ولو أنهم يتفاوتون، وحدد لهم طريقة الانتخاب ومدته، وعدد الأصوات الكافية لانتخاب الخليفة وحدد الحكم في المجلس، والمرجح إن تعادلت الأصوات، وأمر مجموعة من الجنود لمراقبة سير الانتخابات في المجلس، وعقاب من يخالف أمر الجماعة، ومنع الفوضى بحيث لا يسمحون لأحد يدخل أو يسمع ما يدور في المجلس. وقد تضمن المجلس ستة أشخاص، وهم علي بن أبي طالب، وعثمان بن عفان، وعبد الرحمن بن عوف، وسعد بن أبي وقاص، والزبير بن العوام، وطلحة بن عبيد الله. حيث أمرهم أن يجتمعوا في بيت أحدهم ويتشاوروا وفيهم عبد الله بن عمر يحضر معهم مشيرا فقط وليس له من الأمر شيء، ويصلي بالناس أثناء التشاور صهيب الرومي، وقال له: «أنت أمير الصلاة في هذه الأيام الثلاثة» حتى لا يولي إمامةَ الصلاة أحدا من الستة فيصبح هذا ترشيحاً من عمر له بالخلافة. وأمر المقداد بن الأسود وأبا طلحة الأنصاري أن يرقبا سير الانتخابات. وقد حدد عمر الفترة بثلاثة أيام، فقال لهم: «لا يأتي اليوم الرابع إلا وعليكم أمير». وكان قد أوصى عبد الله بن عمر بأن يحضر معهم في المجلس وأن ليس له من الأمر شيء، ولكن قال لهم: «فإن رضي ثلاثة رجلا منهم وثلاثة رجلا منهم فحكموا عبد الله بن عمر، فأي الفريقين حكم له فليختاروا رجلاً منهم، فإن لم يرضوا بحكم عبد الله بن عمر فكونوا مع الذين فيهم عبد الرحمن بن عوف»، ووصف عبد الرحمن بن عوف بأنه مسدد رشيد، فقال عنه: «ونعم ذو الرأي عبد الرحمن بن عوف، مسدد رشيد، له من الله حافظ، فاسمعوا منه». طلب عمر أبا طلحة الأنصاري وقال له: «يا أبا طلحة، إن الله أعز الإسلام بكم، فاختر خمسين رجلا من الأنصار فاستحث هؤلاء الرهط حتى يختاروا رجلا منهم». وقال للمقداد بن الأسود: «إذا وضعتموني في حفرتي، فاجمع هؤلاء الرهط في بيت حتى يختاروا رجلا منهم». وكانت من فوائد قصة الشورى، جواز تولية المفضول مع وجود الأفضل، لأن عمر جعل الشورى في ستة أشخاص مع علمه أن بعضهم كان أفضل من بعض. عرف عمر أن الشورى لن تكون بين الستة فقط، وإنما ستكون في أخذ رأي الناس في المدينة فيمن يتولى الخلافة؛ حيث جعل لهم أمد ثلاثة أيام فيمكنهم من المشاورة والمناظرة لتقع ولاية من يتولى بعده عن اتفاق. وقد أناط عمر بأهل الشورى وحدهم اختيار الخليفة من بينهم.

### وصية عمر للخليفة الذي بعده
أوصى عمر الخليفة الذي سيخلفه في قيادة الأمة بوصية قال فيها:

«أوصيك بتقوى الله وحده لا شريك له، وأوصيك بالمهاجرين الأوَّلين خيرًا: أن تعرف لهم سابقتهم. وأوصيك بالأنصار خيرًا؛ فاقبل من مُحسنهم وتجاوز عن مُسيئهم. وأوصيك بأهل الأمصار خيرًا؛ فإنّهم ردء العدو، وجباة الأموال والفيء لا تحمل فيئهم إلا عن فضلٍ منهم. وأوصيك بأهل البادية خيرًا؛ فإنّهم أصل العرب، ومادّة الإسلام: أن تأخذ من حواشي أموال أغنيائهم، فتُردَّ على فقرائهم. وأوصيك بأهل الذّمّة خيرًا: أن تقاتل من ورائهم، ولا تكلفهم فوق طاقتهم، إذا أدَّوا ما عليهم للمؤمنين طوعا، أو عن يد وهم صاغرون. وأوصيك بتقوى الله وشدة الحذر منه، ومخافة مقته؛ أن يطَّلع منك على ريبة. وأوصيك أن تخشى الله في الناس ولا تخشى الناس في الله. وأوصيك بالعدل في الرّعية، والتفرُّغ لحوائجهم وثغورهم. ولا تُؤثِر غنيهم على فقيرهم، فإنّ ذلك -بإذن الله- سلامةٌ لقلبك وحطٌّ لوزرك، وخيرٌ في عاقبة أمرك، حتّى تُفضى من ذلك إلى مّن يعرف سريرتك، ويحول بينك وبين قلبك. وآمرك أن تشتدَّ في أمر الله، وفي حدوده ومعاصيه، على قريب الناس وبعيدهم، ثم لا تأخذك في أحدٍ الرّأفة حتى تنتهك منه مثل ما انتهك من حرمه، واجعل الناس سواءّ عندك، لا تبالي على مَنْ وجب الحق، ولا تأخذك في الله لومة لائم. وإياك والأثرة والمحاباة، فيما ولّاك الله مما أفاء الله على المؤمنين، فتجُور وتَظِلم، وتحرم نفسك من ذلك ما قد وسَّعه الله عليك.
وقد أصبحت بمنزلةٍ من منازل الدنيا والآخرة، فإن اقترفت لدنياك عدلا وعفّة عمّا بسط الله لك؛ اقترفت به إيمانًا ورضوانًا، وإن غلبك عليه الهوى ومالت بك شهوة، اقترفت به سُخط الله ومعاصيه. وأوصيك ألا ترخص لنفسك ولا لغيرك في ظلم أهل الذّمّة، وقد أوصيتك وحضضتك ونصحت لك، ابتغي بذلك وجه الله والدار الآخرة. واخترت من دلالتك ما كنت دالاً عليه نفسي وولدي، فإن عملت بالذي وعظتك، وانتهيت إلى الذي أمرتك، أخذت به نصيبًا وافيًا وحظا وافرا. وإن لم تقبل ذلك ولم يهمَّك، ولم تنزل معاظم الأمور عند الذي يرضى به الله عنك، يكن ذلك بك انتقاصًا، ورأيك فيه مدخولًا؛ لأن الأهواء مشتركة. ورأس كلُّ خطيئة، والدّاعي إلى كل هلكة إبليس، وقد أضلَّ القرون السالفة قبلك فأوردهم النّار، ولبئس الثمن أن يكون حظَّ امرئ موالاة لعدوّ الله، والداعي إلى معاصيه! ثم اركب الحق وخض إليه الغمرات، وكن واعظا لنفسك. وأناشدك الله لما ترحمت على جماعة المسلمين فأجللت كبيرهم، ورحمت صغيرهم، ووقَّرت عالمهم. ولا تضربهم فيذلوا، ولا تستأثر عليهم بالفيء فتغضبهم، ولا تحرمهم عطاياهم عند محلها فتفقرهم، ولا تجمِّرهم في البعوث فتقطع نسلهم، ولا تجعل المال دولة بين الأغنياء منهم، ولا تغلق بابك دونهم فيأكل قويهم ضعيفهم، هذه وصيتي إياك، وأشهد الله عليك، وأقرأ عليك السلام.»

### الشورى

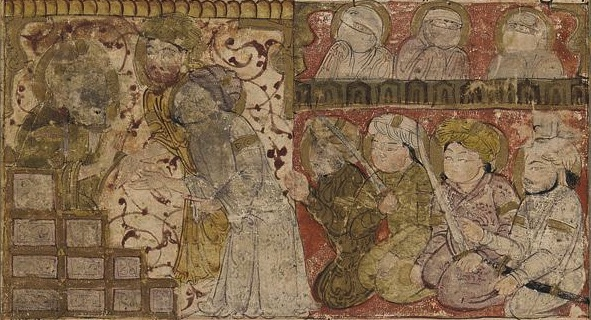
رسم فارسي يُظهر مُبايعة المُسلمين لعُثمان بن عفَّان في المسجد، وقد مُحي وجهه احترامًا.

بعد الانتهاء من دفن عمر بن الخطاب ذهب رهط الشورى وأعضاء مجلس الدولة الأعلى إلى الاجتماع في بيت عائشة بنت أبي بكر، وقيل إنهم اجتمعوا في بيت فاطمة بنت قيس الفهرية أخت الضحاك بن قيس، ليقضوا في الأمر، وقد تكلم القوم وبسطوا آراءهم واهتدوا إلى كلمة سواء رضيها الخاصة والكافة من المسلمين.
عندما اجتمع أهل الشورى قال لهم عبد الرحمن بن عوف: «اجعلوا أمركم إلى ثلاثة منكم»، فقال الزبير: «جعلت أمري إلى علي»، وقال طلحة: «جعلت أمري إلى عثمان»، وقال سعد: «جعلت أمري إلى عبد الرحمن بن عوف»، وأصبح المرشحون الثلاثة علي بن أبي طالب، وعثمان بن عفان، وعبد الرحمن بن عوف، فقال عبد الرحمن: «أيكما تبرأ من هذا الأمر فنجعله إليه والله عليه والإسلام لينظرن أفضلهم في نفسه» فأسكت الشيخين، فقال عبد الرحمن بن عوف: «أفتجعلونه إليَّ والله على أن لا آلو عن أفضلكما»، قالا: «نعم».
بدأ عبد الرحمن بن عوف اتصالاته ومشاوراته فور انتهاء اجتماع المرشحين الستة صباح يوم الأحد، واستمرت مشاوراته واتصالاته ثلاثة أيام كاملة، حتى فجر يوم الأربعاء الرابع من محرم وهو موعد انتهاء المهلة التي حددها لهم عمر، وبدأ عبد الرحمن بعلي بن أبي طالب فقال له: «إن لم أبايعك فأشر عليَّ، فمن ترشح للخلافة؟ قال علي: عثمان بن عفان»، وذهب عبد الرحمن إلى عثمان وقال له: «إن لم أبايعك، فمن ترشح للخلافة؟ فقال عثمان: علي بن أبي طالب». وذهب ابن عوف بعد ذلك إلى الصحابة الآخرين واستشارهم، وكان يشاور كل من يلقاه في المدينة من كبار الصحابة وأشرافهم، ومن أمراء الأجناد، ومن يأتي للمدينة، وشملت مشاورته النساء في خدورهن، وقد أبدين رأيهن، كما شملت الصبيان والعبيد في المدينة، وكانت نتيجة مشاورات عبد الرحمن بن عوف أن معظم المسلمين كانوا يشيرون بعثمان بن عفان، ومنهم من كان يشير بعلي بن أبي طالب. وفي منتصف ليلة الأربعاء، ذهب عبد الرحمن بن عوف إلى بيت ابن أخته: المسور بن مخرمة، فطرق البيت، فوجد المسور نائما، فضرب الباب حتى استيقظ فقال: «أراك نائما فوالله ما اكتحلت هذه الليلة بكبير نوم، انطلق فادع الزبير وسعداً، فدعوتهما له، فشاورهما ثم دعاني فقال: ادع لي علياً فدعوته فناجاه حتى ابهارَّ (انتصف) الليل ثم قام علي من عنده، ثم قال: ادع لي عثمان فدعوته فناجاه حتى فرق بينهما المؤذن بالصبح.»
وبعد صلاة صبح يوم البيعة (اليوم الأخير من شهر ذي الحجة 23هـ/ 6 نوفمبر 644م) وكان صهيب الرومي الإمام إذ أقبل عبد الرحمن بن عوف، وقد اعتم بالعمامة التي عممه بها رسول الله، وكان قد اجتمع رجال الشورى عند المنبر، أرسل إلى من كان حاضرا من المهاجرين والأنصار وأمراء الأجناد منهم: معاوية أمير الشام، وعمير بن سعد أمير حمص، وعمرو بن العاص أمير مصر، وكانوا وافوا تلك الحجة مع عمر وصاحبوه إلى المدينة.
وما يروى عند أهل السنة فقد جاء في البخاري: «فلما صلى للناس الصبح واجتمع أولئك الرهط عند المنبر فأرسل إلى كل حاضر من المهاجرين والأنصار، وأرسل إلى أمراء الأجناد وكانوا وافوا تلك الحجة مع عمر، فلما اجتمعوا تشهد عبد الرحمن ثم قال: «أما بعد، يا علي إني قد نظرت في أمر الناس فلم أراهم يعدلون بعثمان، فلا تجعلن على نفسك سبيلاً»، فقال عبد الرحمن مخاطباً عثمان: «أبايعك على سنة الله ورسوله والخليفتين من بعده»، فبايعه عبد الرحمن وبايعه الناس المهاجرون والأنصار وأمراء الأجناد والمسلمون.» وجاء في رواية أن علي بن أبي طالب هو أول من بايع بعد عبد الرحمن بن عوف.
أما الشيعة فهم يرون بأن الصحابة حابوا في أمر المسلمين، وأن علي بن أبي طالب لم يرض بأن يقوم عبد الرحمن بن عوف باختيار الخليفة، فقد ورد في الروايات الشيعية عن أبي مخنف وهشام الكلبي عن أبيه وأحمد الجوهري أن عمر جعل ترجيح الكفتين إذا تساوتا بعبد الرحمن بن عوف، وأن علياً أحس بأن الخلافة ذهبت منه لأن عبد الرحمن سيقدم عثمان للمصاهرة التي بينهما. كما أشارت رواية أبي مخنف إلى وقوع مشادة بين بني هاشم وبني أمية أثناء المبايعة. ومن الأقوال التي نسبت لعلي، قال ابن كثير: وما يذكره كثير من المؤرخين كابن جرير وغيره عن رجال لا يعرفون أن علياً قال لعبد الرحمن: «خدعتني، وإنك إنما وليته لأنه صهرك وليشاورك كل يوم في شأنه، وأنه تلكأ حتى قال عبد الرحمن بن عوف: ﴿إِنَّ الَّذِينَ يُبَايِعُونَكَ إِنَّمَا يُبَايِعُونَ اللَّهَ يَدُ اللَّهِ فَوْقَ أَيْدِيهِمْ فَمَنْ نَكَثَ فَإِنَّمَا يَنْكُثُ عَلَى نَفْسِهِ وَمَنْ أَوْفَى بِمَا عَاهَدَ عَلَيْهُ اللَّهَ فَسَيُؤْتِيهِ أَجْرًا عَظِيمًا ۝١٠﴾ [الفتح:10]».

## إدارة الدولة

### الشؤون المالية

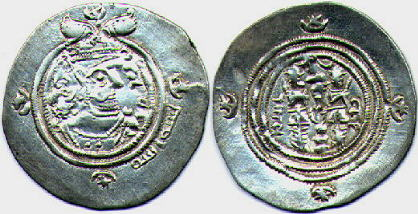
نقود فارسية من الطراز الذي كان شائعًا أثناء خلافة عمر وعثمان. نُقشت على هذه النقود صورة آخر أكاسرة الإمبراطورية الفارسية الساسانية، وقد تم إضافة نقش البسملة عليها.

لما تولى عثمان الخلافة لم يغير من سياسة عمر المالية، وإن كان قد سمح للمسلمين باقتناء الثروات وتشييد القصور وامتلاك المساحات الكبيرة من الأراضي، فقد كان عهده عهد رخاء على المسلمين. كما أنه وجه كتاباً إلى الولاة وكتابا آخر إلى عمال الخراج، وأذاع كتاباً على العامة، وكانت عناصر السياسة المالية العامة التي أعلنها الخليفة قد قامت على الأسس العامة التالية:
- تطبيق سياسة مالية عامة إسلامية.
- عدم إخلال الجباية بالرعاية.
- أخذ ما على المسلمين بالحق لبيت مال المسلمين.
- إعطاء المسلمين ما لهم من بيت مال المسلمين.
- أخذ ما على أهل الذمة لبيت مال المسلمين بالحق، وإعطاؤهم ما لهم، وعدم ظلمهم.
- تخلق عمال الخراج بالأمانة والوفاء.
- تفادي أية انحرافات مالية يسفر عنها تكامل النعم لدى العامة.[102]

### الولاية والولايات
حينما تولى عثمان الخلافة في بداية سنة 24 هـ، أقر الولاة الذين قد تم تعيينهم من قِبل عمر بن الخطاب في ولاياتهم عاماً كاملاً، بعد ذلك أبقى البعض وعزل آخرين، وعمل على التعيين في هذه الأمصار حسب الحاجة وذلك بعد الأخذ بمشورة الصحابة. في عهده قام بضم بعض الولايات إلى بعضها لما يراه في مصلحة المسلمين، فقد ضم البحرين إلى البصرة، كما ضم بعض ولايات الشام إلى بعضها الآخر نتيجة لوفاة بعض الولاة أو طلب البعض منهم الإعفاء من العمل. وقد كان دائم النصح لولاته بالعدل والرحمة بين الناس، كما أنه حدد لهم معالم السياسة التي يجب أن يعملوا بها، من إعطاء الحقوق للمسلمين ومطالبتهم بما عليهم من واجبات وإعطاء أهل الذمة حقوقهم ومطالبتهم بما عليهم من واجبات، وبالوفاء حتى مع الأعداء، وأن لا يكون همهم جباية المال.
كان يكتب إلى عماله ببعض التعليمات في الأمور المستجدة التي تتعلق بإدارتهم للولايات، إضافة إلى كتبه للعامة والتي كان يصدر فيها تعليمات محددة يلتزم بها الجميع، ومن ذلك إلزامه الناس في الولايات بالمصاحف التي كتبت في المدينة على ملأ من الصحابة . كان حريصاً على أن يتنافس الأمراء فيما بينهم في الجهاد وفتح بلدان جديدة. كان يشترط أحياناً بعض الشروط على الولاة ليضمن أن تصرفهم في صالح المسلمين .
وقد كان من الولاة الذين تم تعييهم على ولايات الدولة الإسلامية:
| المدينة المنورة  | عاصمة الدولة الإسلامية، وبها الخليفة عثمان. |
| مكة المكرمة      | خالد بن العاص، ثم علي بن ربيعة بن عبد العزى، ثم عدد من الولاة منهم عبد الله بن عمرو الحضرمي.                                                                                         |
| اليمن وحضرموت    | يعلى بن مُنيَّة، على صنعاء. عبد الله بن ربيعة على مدينة الجند. |
| البحرين واليمامة | عثمان بن أبي العاص الثقفي، مروان بن الحكم، عبد الله بن سوار العبدي. (وقد ضمها لاحقاً إلى البصرة). أما اليمامة فقد أصبح لها وال مستقل.                                                 |
| الشام            | معاوية بن أبي سفيان. (في بداية خلافة عثمان كان: عمير بن سعد الأنصاري والياً على حمص، وقد أعفي لمرضه. وكذلك علقمة بن محرز كان والياً على فلسطين، وقد توفي. فضمت حمص وفلسطين إلى الشام). |
| البصرة           | أبو موسى الأشعري، عبد الله بن عامر بن كريز، لاحقاً تم ضم البحرين وعمان إلى ولاية البصرة.                                                                                              |
| الكوفة           | سعد بن أبي وقاص، ثم الوليد بن عقبة، ثم سعيد بن العاص، ثم أبي موسى الأشعري. |
| مصر              | عمرو بن العاص، ثم عبد الله بن أبي السرح. |
| أرمينية          | سلمان بن ربيعة بعد أن فتحها، ثم حبيب بن مسلمة بعد أن أعاد فتحها، ثم حذيفة بن اليمان بالإضافة لولايته على أذربيجان، ثم تولى المغيرة بن شعبة عليها وعلى أذربيجان.                      |

### القضاء
عندما تولى عثمان الخلافة كان على قضاء المدينة علي بن أبي طالب، وزيد بن ثابت، والسائب بن يزيد. ويذكر البعض أن عثمان لم يترك للقضاة الاستقلال بالفصل في القضايا، كما كان الحال في عهد عمر، بل كان ينظر في الخصومات بنفسه، ويستشير هؤلاء وغيرهم من الصحابة فيما يحكم به، فإن وافق رأيهم رأيَه أمضاه، وإن لم يوافق رأيهم رأيه نظر في الأمر بعد ذلك. وهذا يعني أن عثمان قد أعفى القضاة الثلاثة في المدينة من ولاية القضاء وأبقاهم مستشارين له في كل شجار يرفع إليه مع استشارة آخرين، ويرى بعضهم أنه لم يثبت نص صريح يفيد الإعفاء، ولكنه تحمل عنهم النظر في كثير من القضايا الكبيرة مع استشارتهم فيها.
تذكر بعض الكتب أن من مآثر ذي النورين اتخاذه داراً للقضاء، وقد جاء ذلك في رواية رواها ابن عساكر عن أبي صالح مولى العباس قال: أرسلني العباس إلى عثمان أدعوه فأتيته في دار القضاء إلى آخر الحديث، فإذا صح فيكون عثمان هو أول من اتخذ دارا للقضاء في الإسلام، لأن من سبقه كان يتخذ المسجد كمكان للقضاء. وكان قد ترك أحكاماً فقهية في مجال القصاص والجنايات والحدود والتعزير والعبادات والمعاملات.
أشهر القضاة في خلافة عثمان
- زيد بن ثابت - المدينة.
- أبو الدرداء الأنصاري - دمشق.
- كعب بن سور الأزدي - البصرة.
- أبو موسى الأشعري - البصرة، (بالإضافة إلى ولايته).
- شريح القاضي - الكوفة.
- يعلى بن أمية - اليمن.
- ثمامة - صنعاء.
- عثمان بن قيس بن أبي العاص - مصر.[130]

### جمع القرآن
في عهده انتشر الإسلام في بلاد كبيرة وتفرق الصحابة مما أدى إلى ظهور قراءات متعددة وانتشرت لهجات مختلفة فكان الخوف من اختلاف كتابة القرآن وتغير لهجته، فجمع عثمان المسلمين على لغة قريش أي لهجة قريش وهي لهجة العرب.
عن أنس بن مالك: «أن حذيفة بن اليمان قدم على عثمان وكان يغازي أهل الشام في فتح أرمينية وأذربيجان مع أهل العراق، فأفزع حذيفة اختلافهم في القراءة، فقال حذيفة لعثمان: يا أمير المؤمنين، أدرك هذه الأمة قبل أن يختلفوا في الكتاب اختلاف اليهود والنصارى، فأرسل عثمان إلى حفصة أن أرسلي إلينا بالصحف ننسخها في المصاحف ثم نردها إليك، فأرسلت بها حفصة إلى عثمان، فأمر زيد بن ثابت، وعبد الله بن الزبير، وسعيد بن العاص، وعبد الرحمن بن الحارث بن هشام فنسخوها في المصاحف، وقال عثمان للرهط القرشيين الثلاثة: إذا اختلفتم أنتم وزيد بن ثابت في شيء من القرآن فاكتبوه بلسان قريش، فإنما نزل بلسانهم، ففعلوا حتى إذا نسخوا الصحف في المصاحف، رد عثمان الصحف إلى حفصة، فأرسل إلى كل أفق بمصحف مما نسخوا، وأمر بما سواه من القرآن في كل صحيفة أو مصحف أن يحرق».
جمع عثمان المهاجرين والأنصار وشاورهم في الأمر، وفيهم عدد من أعلام وعلماء الصحابة، وفي طليعتهم علي بن أبي طالب. وعرض عثمان هذه المسألة وناقشهم فيها فأجابوه إلى رأيه، وظهر للناس في أرجاء الأرض ما انعقد عليه إجماعهم، فلم يعرف يومئذ لهم مخالف.

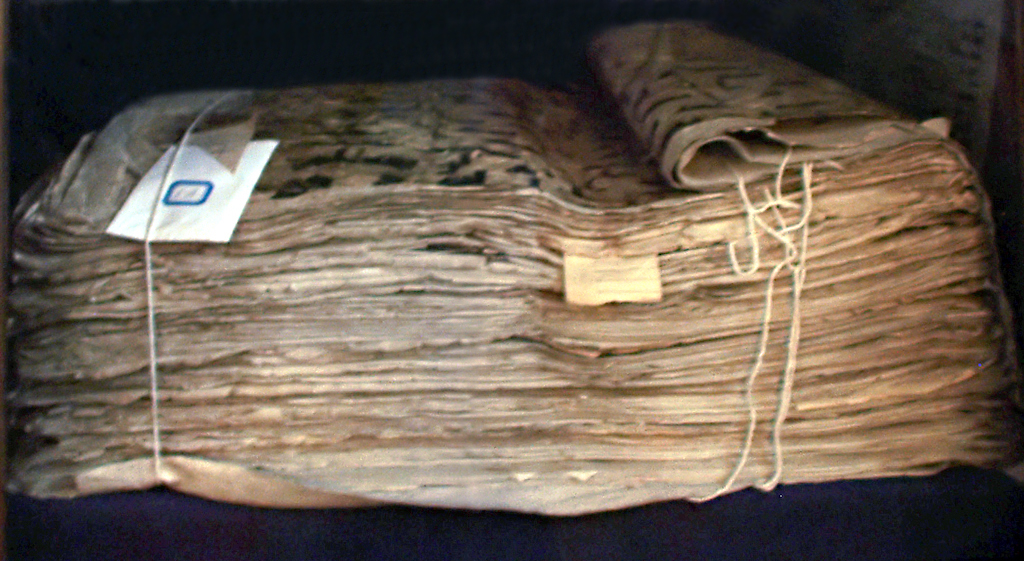
مصحف عثمان أو المصحف الإمام، أقدم المصاحف الباقية.

قال ابن التين: «الفرق بين جمع أبي بكر وجمع عثمان أن جمع أبي بكر كان لخشيته أن يذهب شيء من القرآن بذهاب حملته. لأنه لم يكن مجموعا في موضع واحد، فجمعه في صحائف مرتبًا لآيات سوره على ما وقفهم عليه النبي. وجمع عثمان كان لما كثر الاختلاف في وجوه القراءة حتى قرؤوه بلغاتهم على اتساع اللغات، فأدى ذلك إلى تخطئة بعضهم البعض، فخشى من تفاقم الأمر في ذلك فنسخ تلك الصحف في مصحف واحد مرتبًا لسوره، واقتصر في سائر اللغات على لغة قريش محتجاً بأنه نزل بلغتهم، وإن كان قد وسع في قراءاته بلغة غيرهم، دفعاً للحرج والمشقة في ابتداء الأمر، فرأى أن الحاجة قد انتهت، فاقتصر على لغة واحدة».
لما فرغ عثمان من جمع المصاحف أرسل إلى كل أفق بمصحف، وأمرهم أن يحرقوا كل مصحف يخالف المصحف الذي أرسله إلى الآفاق، وقد اختلفوا في عدد المصاحف التي فرقها في الأمصار، فقيل: إنها أربعة وهو الذي اتفق عليه أكثر العلماء، وقيل إنها خمسة، وقيل إنها ستة، وقيل إنها سبعة، وقيل إنها ثمانية. وأما كونها ثمانية، فإن الثامن كان لعثمان يقرأ فيه، وهو الذي قتل وهو بين يديه.

## الفتوحات في عهد عثمان بن عفان

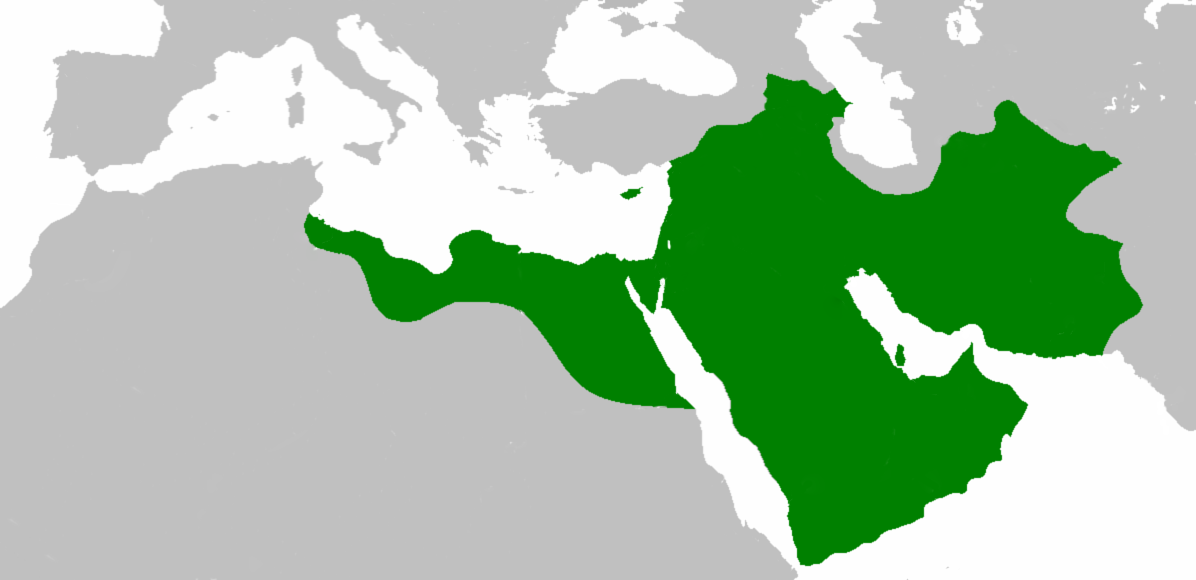
الدَّولَةُ الإسْلاميّة في ذروةِ اتِّساعها خلال عهد عُثمان.

في خلافة عثمان فتحت العديد من البلدان وتوسعت الدولة الإسلامية، فقد فتحت في أيام خلافته أرمينية وخراسان وكرمان وسجستان وإفريقية وقبرص. وقد أنشأ أول أسطول بحري إسلامي لحماية الشواطئ الإسلامية من هجمات البيزنطيين.
بعد مقتل عمر بن الخطاب تشجع أعداء الإسلام وخصوصا في بلاد الفرس والروم إلى العمل على استرداد السيطرة في تلك البلاد، فبدأ يزدجرد ملك الفرس يخطط في العاصمة التي يقيم فيها وهي مدينة فرغنة عاصمة سمرقند، وأما زعماء الروم فقد تركوا بلاد الشام وانتقلوا إلى القسطنطينية العاصمة البيزنطية، وبدؤوا في البحث عن الوسائل التي تمكنهم من استرداد ملكهم. وكانوا قد تحصنوا بالإسكندرية في عهد عمر بن الخطاب، فطلب عمرو بن العاص منه أن يأذن بفتحها، وكانت معززة بتحصينات كثيرة وكانت المجانيق فوق أسوارها، وكان هرقل قد عزم أن يباشر القتال بنفسه ولا يتخلف أحد من الروم؛ لأن الإسكندرية هي معقلهم الأخير. وفي عصر عثمان تجمع الروم في الإسكندرية، ونقضوا الصلح واستعانوا بقوة الروم البحرية.
كانت المعسكرات في عهد عثمان تتوزع في عواصم الأقطار الكبرى، فمعسكر العراق مركزه الكوفة والبصرة، ومعسكر الشام في دمشق، ومعسكر مصر مركزه الفسطاط، وكانت هذه المعسكرات تقوم بحماية الدولة الإسلامية كما تعمل على مواصلة الفتوحات، ونشر الإسلام.

### الفتوحات في المشرق

#### فتوحات أهل الكوفة
كانت مغازي أهل الكوفة الري وأذربيجان، وكان يرابط بها عشرة آلاف مقاتل؛ ستة آلاف بأذربيجان، وأربعة آلاف بالري، وكان جيش الكوفة العامل أربعين ألف مقاتل، يغزو كل عام منهم عشرة آلاف. ولما أخلص عثمان الكوفة للوليد بن عقبة انتفض أهل أذربيجان، فمنعوا ما كانوا قد صالحوا عليه حذيفة بن اليمان أيام عمر، وثاروا على واليهم عتبة بن فرقد السلمي، فأمر عثمان الوليد بن عقبة أن يغزوهم، فأسرع إليه أهل أذربيجان طالبين الصلح على ما كانوا صالحوا عليه حذيفة، فأجابهم الوليد وأخذ طاعتهم، وبث فيمن حولهم السرايا وشن عليهم الغارات، فبعث عبد الله بن شبيل الأحمسي في أربعة آلاف إلى أهل موقان والببر الطيلسان، فأصاب من أموالهم وغنم وسبي، ولكنهم تحرزوا منه فلم يفلّ حدَّهم، ثم جهز سلمان بن ربيعة الباهلي في اثني عشر ألفا إلى أرمينية فأخضعها وعاد منها مليء اليدين بالغنائم، وانصرف الوليد بعد ذلك عائداً إلى الكوفة.
ولكن أهل أذربيجان تمردوا أكثر من مرة، فكتب الأشعث بن قيس والي أذربيجان إلى الوليد بن عقبة فأمده بجيش من أهل الكوفة، وتتبع الأشعث الثائرين وهزمهم هزيمة منكرة، فطلبوا الصلح فصالحهم على صلحهم الأول، وخاف الأشعث أن يعيدوا الكَرَّة فوضع حامية من العرب وجعل لهم عطايا وسجلهم في الديوان، وأمرهم بدعوة الناس إلى الإسلام. ولما تولى أمرهم سعيد بن العاص عاد أهل أذربيجان وتمردوا على الوالي الجديد، فبعث إليه جرير بن عبد الله البجلي فهزمهم وقتل رئيسهم، ثم استقرت الأمور بعد أن أسلم أكثر شعبها وتعلموا القرآن الكريم. وأما الري فقد صدر أمر الخليفة عثمان إلى أبي موسى الأشعري وفي وقت ولايته على الكوفة، وأمره بتوجيه جيش إليها لتمردها، فأرسل إليها قريظة بن كعب الأنصاري فأعاد فتحها.
عندما انتهى الوليد بن عقبة من مهمته في أذربيجان وعاد إلى الموصل جاءه أمر من الخليفة عثمان نصه: «أما بعد، فإن معاوية بن أبي سفيان كتب إليَّ يخبرني أن الروم قد أجلبت (تجمعت للحرب) على المسلمين بجموع عظيمة، وقد رأيت أن يمدهم إخوانهم من أهل الكوفة، فإذا أتاك كتابي هذا فابعث رجلا ممن ترضى نجدته وبأسه وشجاعته وإسلامه في ثمانية آلاف أو تسعة آلاف أو عشرة آلاف إليهم من المكان الذي يأتيك فيه رسولي، والسلام» فقام الوليد في الناس، فخطب فيهم حتى خرج ثمانية آلاف رجل من أهل الكوفة، فمضوا حتى دخلوا وأهل الشام إلى أرض الروم، وعلى جند أهل الشام حبيب بن مسلمة بن خالد الفهري، وعلى جند أهل الكوفة سلمان بن ربيعة الباهلي، فشنوا الغارات على أرض الروم، فأصاب الناس ما شاؤوا من سبي، وملؤوا أيديهم من المغنم، وافتتحوا بها حصونا كثيرة.

#### غزوة سعيد بن العاص طبرستان

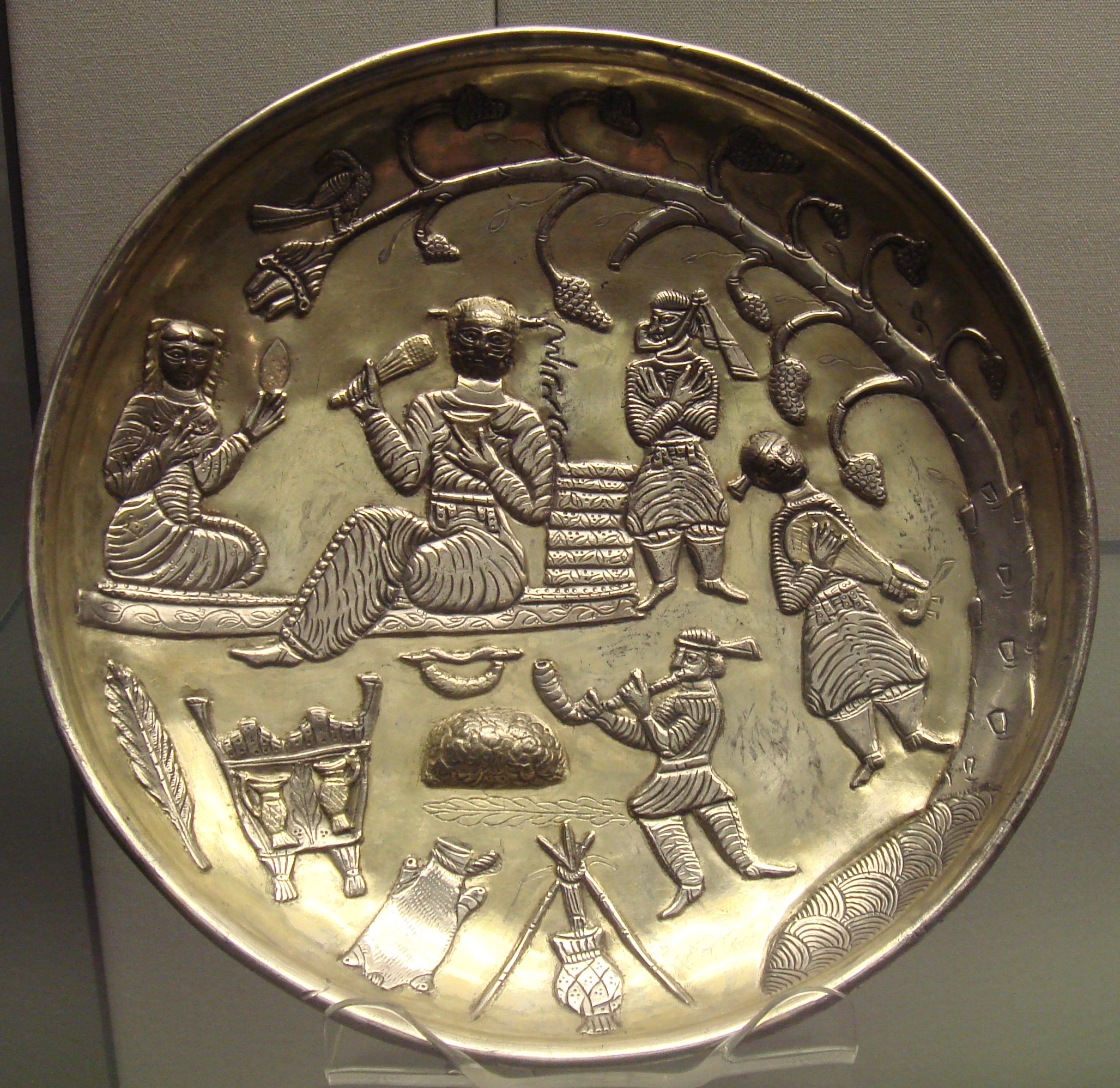
عملة طبرستانية من القرنين السابع والثامن الميلاديين.

ذهب سعيد بن العاص من الكوفة غازياً سنة 30 هـ يريد خراسان ومعه حذيفة بن اليمان وناس من أصحاب رسول الله، ومعه الحسن والحسين، وعبد الله بن عباس، وعبد الله بن عمر وعبد الله بن عمرو بن العاص، وعبد الله بن الزبير، وخرج عبد الله بن عامر من البصرة يريد خراسان، فسبق سعيداً ونزل أبرشهر، وبلغ نزوله أبرشهر سعيداً، فنزل سعيد قوميس، وهي صلح، صالحهم حذيفة بعد نهاوند، فأتى جرجان فصالحوه على مائتي ألف، ثم أتى طميسة، وهي كلها من طبرستان جرجان، وهي مدينة على ساحل البحر، وهي في تخوم جرجان، فقاتله أهلها حتى صلى صلاة الخوف، فقال لحذيفة: كيف صلى رسول الله؟ فأخبره فصلى بها سعيد صلاة الخوف وهم يقتتلون، وضرب يومئذ سعيد رجلاً من المشركين على حبل عاتقه، فخرج السيف من تحت مرفقه، وحاصرهم، فسألوا الأمان فأعطاهم على ألا يقتل منهم رجلاً واحداً، ففتحوا الحصن، فقتلهم جميعا إلا رجلاً واحداً، وحوى ما كان في الحصن، فأصاب رجل من بني نهد سفطاً عليه قفل، فظن فيه جواهر، وبلغ سعيداً، فبعث إلى النهدي فأتاه بالسفط فكسروا قفله، فوجدوا فيه سفطاً ففتحوه فإذا فيه خرقة صفراء وفيها أيران: كميت وورد.

#### فتوحات عبد الله بن عامر
في سنة 31 هـ وصل عبد الله بن عامر إلى خراسان ففتح أبرشهر وطوس وبيورد ونسا حتى بلغ سرخس، وقام بمصالحة أهل مرو. وقد جاء في رواية بأنه فتح فارس ورجع إلى البصرة، واستعمل على إصطخر شريك بن الأعور الحارثي، فبنى شريك مسجد إصطخر، فدخل على ابن عامر رجل من بني تميم فقال له: «إن عدوك منك هارب، وهو لك هائب، والبلاد واسعة، فسِرْ فإن الله ناصرك ومعز دينه»، فتجهز ابن عامر، وأمر الناس بالمسير، واستخلف على البصرة زياداً، وسار إلى كرمان، ثم أخذ إلى خراسان؛ قيل أنه أخذ طريق أصبهان، ثم سار إلى خراسان، واستعمل على كرمان مجاشع بن مسعود السلمي، وأخذ ابن عامر على مفازة وابَر، وهي ثمانون فرسخاً، ثم سار إلى الطَّبَسين يريد أبرشهر (نيسابور)، وعلى مقدمته الأحنف بن قيس، فأخذ إلى قُهستان، وخرج إلى أبرشهر فلقيه الهياطلة، فقاتلهم الأحنف فهزمهم، ثم أتى ابن عامر نيسابور.
وفي رواية أن ابن عامر نزل على أبرشهر فغلب على نصفها ولكنه لم يقدر أن يصل إلى مرو، فصالح كناري، فأعطاه ابنه أبا الصلت ابن كناري وابن أخيه سليمًا رهنًا. ووجه عبد الله بن خازم إلى هراة، وحاتم بن النعمان إلى مرو، وأخذ ابن عامر ابني كناري، فصار إلى النعمان بن الأفقم النصري فأعتقهما، وفتح ابن عامر ما حول مدينة أبرشهر، كطوس وبيورد، ونسا وحمران، حتى وصل إلى سرخس، وسرح ابن عامر الأسود بن كلثوم العدوي إلى ببهق وهو من أبرشهر، بينها وبين أبرشهر ستة عشر فرسخاً، ففتحها وقتل الأسود بن كلثوم، وكان فاضلاً في دينه، وكان من أصحاب عامر بن عبد الله العنبري. وكان عامر يقول بعدما أخرج من البصرة: «ما آسى من العراق على شيء إلا على ظماء الهواجر، وتجاوب المؤذنين، وإخوان مثل الأسود بن كلثوم». واستطاع ابن عامر أن يتغلب على نيسابور، وخرج إلى سرخس، فأرسل إلى أهل مرو يطلب الصلح، فبعث إليهم حاتم بن النعمان الباهلي، فصالح براز مرزبان مرو على ألفي ألف ومائتي ألف.

### الفتوحات في الشام

#### فتوحات حبيب بن مسلمة الفهري
بعد أن قام الروم على المسلمين أول خلافة عثمان، وكتب عثمان إلى الوليد بن عقبة بالكوفة أن يمد إخوانه بالشام، فأمدهم بثمانية آلاف عليهم سلمان ابن ربيعة الباهلي، فانتصر المسلمون. وكان الروم والترك قد تجمعوا لملاقاة المسلمين الذين غزوا أرمينية، وكان على المسلمين حبيب بن مسلمة، فرأى أن يباغت قائدهم الموريان ليلاً، فسمعته امرأته أم عبد الله بنت يزيد الكلبية، فقالت: «فأين موعدك؟» قال: «سرادق الموريان أو الجنة». ثم باغتهم فغلبهم، وأتى سرادق الموريان فوجد أن امرأته قد سبقته إليه. وواصل حبيب جهاده وانتصاراته المتوالية في أراضي أرمينية وأذربيجان، ففتحها.
لقد كان حبيب بن مسلمة الفهري من أبرز القادة الذين حاربوا في أرمينية البيزنطية. كما غزا ما يلى ثغور الجزيرة العراقية من أرض الروم فافتتح عدة حصون هناك، مثل شمشاط وملطية وغيرهما، وفي سنة 25 هـ غزا معاوية الروم فبلغ عمورية فوجد الحصون التي بين أنطاكية وطرسوس خالية، فجعل عندها جماعة من أهل الشام والجزيرة، وواصل قائده قيس بن الحر العبسي الغزو في الصيف التالي، ولما انتهى هدم بعض الحصون القريبة من أنطاكية كي لا يستفيد منها الروم.

#### الغزو البحري
تعود فكرة الغزو البحري إلى عهد عمر بن الخطاب حين ألحّ معاوية بن أبي سفيان على عمر في غزو البحر، ويصف له قرب الروم من حمص ويقول: «إن قرية من قرى حمص يسمع أهلها نباح كلابهم وصياح دجاجهم»، ففكر عمر في ذلك، فكتب إلى عمرو بن العاص: «صف لي البحر وراكبه، فإن نفسي تنازعني إليه»، فكتب إليه عمرو: «إني رأيت خلقا كبيرا يركبه خلق صغير، إن ركن خرق القلب، وإن تحرك أزاغ العقول، يزداد فيه اليقين قلة، والشك كثرة، هم كدود على عود، إن مال غرق، وإن نجا برق»، فلما قرأ عمر بن الخطاب ذلك، كتب إلى معاوية: «لا والذي بعث محمداً بالحق، لا أحمل فيه مسلماً أبداً، وتالله لمسلم أحب إليَّ مما حوت الروم، فإياك أن تعرض لي، وقد تقدمت إليك، وقد علمت ما لقى العلاء مني، ولم أتقدم إليه في ذلك». ولكن معاوية طرح الأمر ثانية بعد تولي عثمان الخلافة، فرد عليه عثمان قائلا: «إني قد شهدت ما رد عليك عمر حين استأذنته في غزو البحر»، ثم كتب إليه معاوية مرة أخرى يهون عليه ركوب البحر إلى قبرص فكتب إليه: «فإن ركبت معك امرأتك فاركبه مأذونا وإلا فلا». واشترط عليه الخليفة عثمان بقوله: «لا تنتخب الناس ولا تقرع بينهم، خيرهم فمن اختار الغزو طائعا فاحمله وأعنه». فلما قرأ معاوية ذلك، كتب لأهل السواحل يأمرهم بإصلاح المراكب وتقريبها إلى ساحل حصن عكا، حيث رممه ليكون ركوب المسلمين منه إلى قبرص.

#### غزوة قبرص

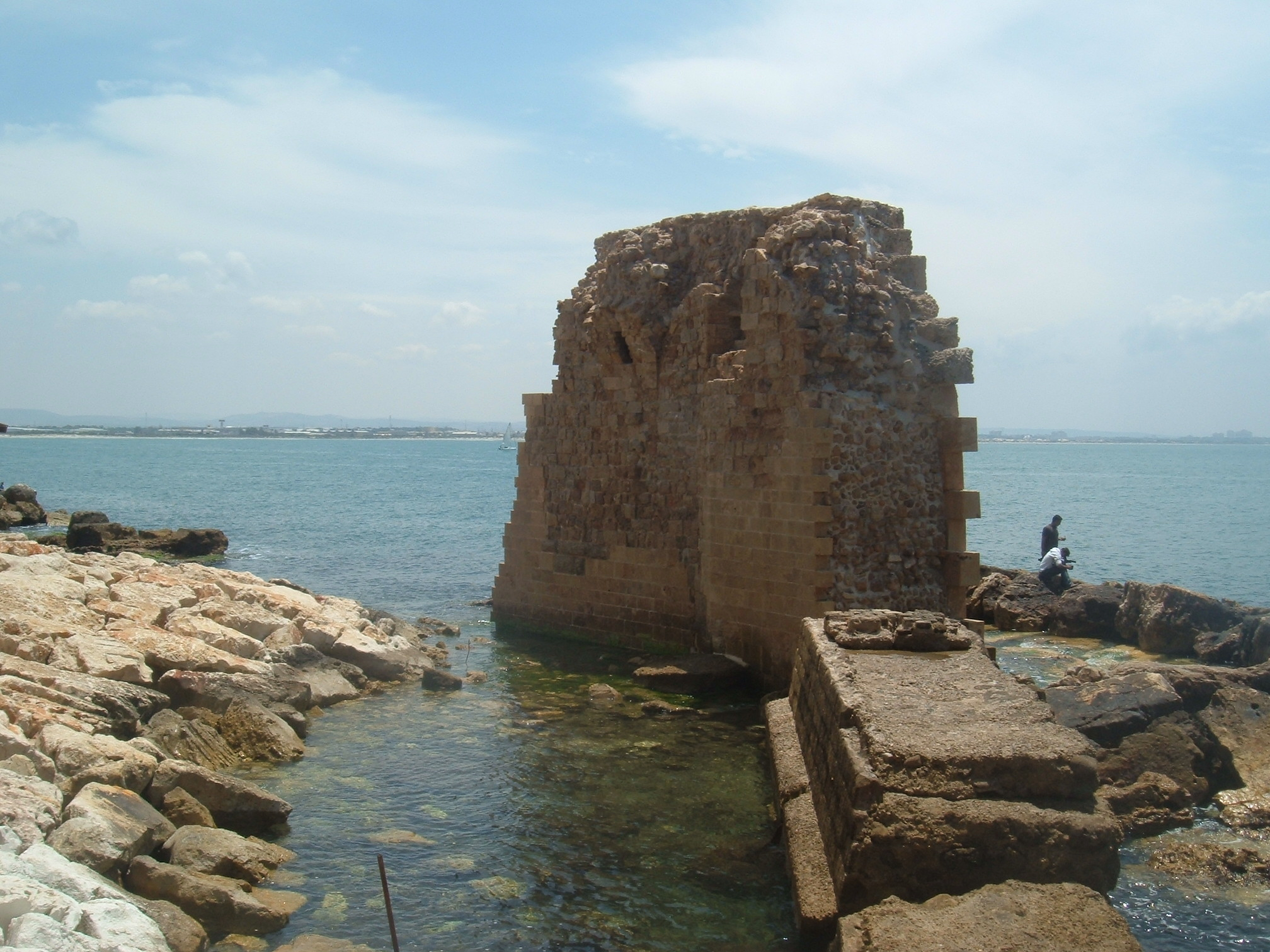
عكا كانت مكان انطلاق الأسطول البحري المتجه لغزو قبرص سنة 28 هـ.

بعد نهاية شتاء سنة 28 هـ الموافق 649 م، أعد معاوية المراكب اللازمة لحمل الجيش، واتخذ ميناء عكا مكاناً للانطلاق، وكانت المراكب كثيرة وحمل معه زوجته فاختة بنت قرظة، كذلك حمل عبادة بن الصامت امرأته أم حرام بنت ملحان معه في تلك الغزوة. ورغم أن معاوية لم يجبر الناس على الخروج، فقد خرج معه جيش كبير.
وسار المسلمون من الشام وركبوا من ميناء عكا متوجهين إلى قبرص، ونزلوا إلى الساحل، تقدمت أم حرام لتركب دابتها، فنفرت الدابة وألقت أم حرام على الأرض فاندقت عنقها فماتت. ودفنت هناك، وعرف قبرها بقبر المرأة الصالحة.
واجتمع معاوية بأصحابه وكان فيهم أبو أيوب الأنصاري، وأبو الدرداء، وأبو ذر الغفاري، وعبادة بن الصامت، وواثلة بن الأسقع، وعبد الله بن بشر المازني، وشداد بن أوس بن ثابت، والمقداد بن الأسود، وكعب الحبر بن ماتع، وجبير بن نفير الحضرمي، وتشاوروا فيما بينهم وأرسلوا إلى أهل قبرص يخبرونهم أنهم لم يغزوهم للاستيلاء على جزيرتهم، ولكن أرادوا دعوتهم للإسلام ثم تأمين حدود الدولة الإسلامية بالشام؛ وذلك لأن البيزنطيين كانوا يتخذون من قبرص محطة يستريحون فيها إذا غزوا ويتموَّنون منها إذا قل زادهم، فكانت بلداً مهمة لإخضاعها تحت سيطرة المسلمين، ولكن سكان الجزيرة لم يستسلموا، بل تحصنوا في العاصمة ولم يخرجوا لمواجهة المسلمين.
تقدم المسلمون إلى قسطنطينا عاصمة قبرص وحاصروها، وما هي إلا ساعات حتى طلب الناس الصلح، وأجابهم المسلمون لذلك، وقدموا شروطًا للمسلمين، كما اشترط عليهم المسلمون شروطاً. أما شرط أهل قبرص كانت في طلبهم ألا يشترط عليهم المسلمون شروطا تورطهم مع الروم؛ لأنه ليست لهم قدرة بهم، وأما شروط المسلمين فكانت، ألا يدافع المسلمون عن الجزيرة إذا هاجم سكانها محاربون، وأن يدلوا المسلمين على تحركات عدوهم من الروم، وأن يدفعوا للمسلمين سبعة آلاف ومائتي دينار في كل عام، وألا يساعدوا الروم إذا حاولوا غزو بلاد المسلمين، وألا يطلعوهم على أسرارهم.

### الفتوحات في الجبهة المصرية

#### ردع التمرد في الإسكندرية
عندما خرجت الإسكندرية من سيطرة الروم، عملوا على تحريض من بالإسكندرية من الروم على التمرد والخروج على سلطان المسلمين، وصادف هذا التحريض رغبة عند سكانها فاستجابوا للدعوة، وكتبوا إلى قسطنطين بن هرقل يخبرونه بقلة عدد المسلمين ويصفون له ما يعيش فيه الروم بالإسكندرية من الذل والهوان. وكان عثمان قد عزل عمرو بن العاص عن مصر، وولى مكانه عبد الله بن سعد بن أبي السرح، وفي أثناء ذلك وصل منويل الخصي قائد قوات الروم إلى الإسكندرية، ومعه قوات يحملهم في ثلاثمائة مركب مشحونة بالسلاح والعتاد.
علم أهل مصر بأن قوات الروم قد وصلت إلى الإسكندرية، فكتبوا إلى عثمان يطلبون إعادة عمرو بن العاص ليواجههم، فاستجاب الخليفة لطلب المصريين، وأبقى ابن العاص أميراً على مصر، ونهب منويل وجيشه الإسكندرية، ومن ثم خرج منويل بجيشه من الإسكندرية يقصد مصر السفلى دون أن يخرج إليهم عمرو أو يقاومهم أحد، وتخوف بعض أصحابه، أما عمرو فقد رأى أن يتركهم يقصدونه، وحدد عمرو سياسته هذه بقوله: «دعهم يسيروا إليَّ، فإنهم يصيبون من مروا به، فيخزي بعضهم ببعض». وأمعن الروم في إفسادهم ونهبهم وسلبهم، وضج المصريون من فعالهم، وأخذوا يتطلعون إلى من يخلصهم منهم.

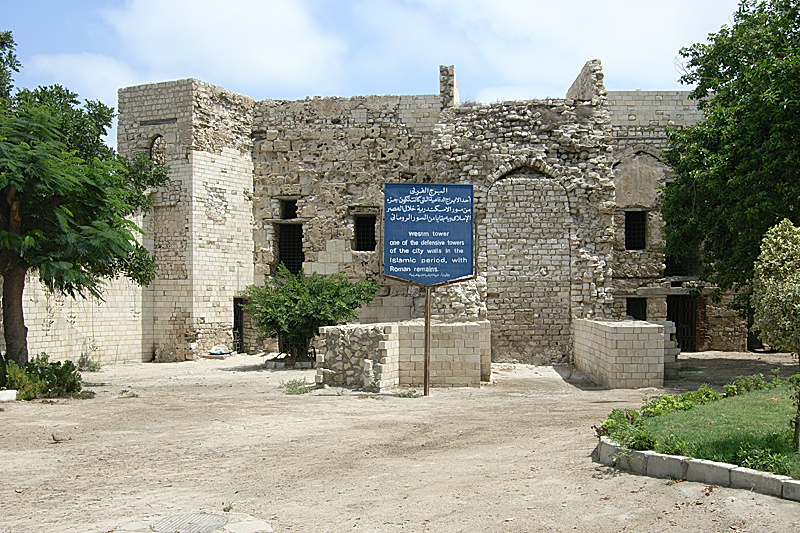
حاصر عمرو بن العاص جيش الروم في الإسكندرية فنصب عليها المجانيق فضرب أسوار المدينة حتى تمت السيطرة عليها فدخل المسلمون.

وصل منويل إلى نقيوس، واستعد عمرو للقائه، تقابل الجيشان عند حصن نقيوس على شاطئ نهر النيل، في أثناء المعركة أصاب فرسه سهم فقتله، فترجل عمرو وانضم إلى صفوف المشاة، ورآه المسلمون فأقبلوا على الحرب.
وخرج المصريون بعد أن رأوا هزيمة الروم يصلحون للمسلمين ما أفسده العدو الهارب من الطرق، ويقيمون لهم ما دمره من الجسور، وأظهر المصريون فرحتهم بانتصار المسلمين على العدو الذي انتهك حرماتهم واعتدى على أموالهم وممتلكاتهم، وقدموا للمسلمين ما ينقصهم من السلاح والمؤونة.
لما وصل عمرو الإسكندرية ضرب عليهم الحصار ونصب عليها المجانيق فضرب أسوار الإسكندرية حتى سيطروا عليها، ودخل المسلمون الإسكندرية، وكان منويل في عداد القتلى. ولما فرغ المسلمون أمر عمرو ببناء مسجد في المكان الذي أوقف فيه القتال وسماه مسجد الرحمة.
فرجع إليها من كان قد فر منها، وعاد بنيامين بطريرك القبط إلى الإسكندرية بعد أن فر مع الفارين، وأخذ يرجو عمرو ألا يسيء معاملة القبط لأنهم لم ينقضوا عهدهم ولم يتخلوا عن واجبهم، ورجاه كذلك ألا يعقد صلحا مع الروم، وأن يدفنه إذا مات في كنيسة يحنس.
وشكر المصريون عمرو على تخليصهم من ظلم الروم، وطالبوه بإعادة ما نهب من أموالهم ودوابهم من قبل الروم، معلنين ولاءهم وطاعتهم، فقالوا: «إن الروم قد أخذوا دوابنا وأموالنا ولم نخالف نحن عليكم وكنا على الطاعة»، فطلب منهم عمرو أن يقيموا البينة على ما ادعوا، ومن أقام بينة وعرف من له بعينه رده عليه، وهدم عمرو سور الإسكندرية، وكان ذلك في سنة 25 هـ. كان شرقي الإسكندرية في قبضة المسلمين وكذلك جنوبها، وأما غربيها فقد أمنه عمرو بن العاص بفتح برقة وزويلة وطرابلس الغرب، وصالح أهل تلك البلاد على الجزية، وأما شمالها فكان في قبضة الروم.

#### فتح بلاد النوبة
كانت البداية في عهد عمر بن الخطاب حيث أذن لعمرو بن العاص بفتح بلاد النوبة، فوجد حرباً لم يتدرب عليها المسلمون وهي الرمي بالنبال في أعين المحاربين حتى فقدوا مائة وخمسين عينا في أول معركة، ولهذا قبل الجيش الصلح، ولكن عمرو بن العاص رفض للوصول إلى شروط أفضل، وعندما تولى عبد الله بن أبي السرح ولاية مصر غزا النوبة في عام إحدى وثلاثين هجرية فقاتله الأساود من أهل النوبة قتالا شديدا، فأصيبت يومئذ عيون كثيرة من المسلمين، فقال شاعرهم:
فسأل أهل النوبة عبد الله بن سعد المهادنة، فهادنهم هدنة بقيت إلى ستة قرون، وعقد لهم عقدا يضمن لهم استقلال بلادهم ويحقق للمسلمين الاطمئنان إلى حدودهم الجنوبية، ويفتح النوبة للتجارة والحصول على عدد من الرقيق في خدمة الدولة الإسلامية، وقد اختلط المسلمون بالنوبة والبجة، واعتنق كثير منهم الإسلام.

#### فتح إفريقية

إفريقية هو الاسم الذي أطلقه المسلمون في العصور الوسطى على الجزء الذي فتحوه من مقاطعة أفريكا الرومانية (بالأحمر). وتشمل اليوم تونس وقسنطينة (شرق الجزائر) وتريبوليتانا (غرب ليبيا) ومركزها القيروان.

في سنة 26 هـ الموافق 646 م عُزِل عمرو بن العاص عن ولاية مصر، واستعمل عليها عبد الله بن سعد، وكان عبد الله بن سعد يبعث جرائد الخيل كما كانوا يفعلون أيام عمرو بن العاص فيصيبون من أطراف إفريقية ويغنمون، وكانت جرائد الخيل تقصد إفريقية (تونس) تمهيداً لفتحها ومعرفة وضعها، فلما اجتمعت عند عبد الله بن سعد معلومات كافية عن إفريقية من ناحية مداخلها ومخارجها، وقوتها وعدادها، وموقعها الجغرافي الاستراتيجي، كتب إلى الخليفة عثمان بن عفان يخبره بذلك، يستأذن بفتحها.
ولما استأذن عبد الله بن سعد الخليفة عثمان بن عفان في غزو إفريقية، جمع الصحابة واستشارهم في ذلك، فأشاروا عليه بفتحها، إلا سعيد بن زيد، الذي خالفه متمسكا برأي عمر بن الخطاب في ألا يغزو إفريقية أحد من المسلمين، ولما أجمع الصحابة على ذلك دعا عثمان للجهاد، واستعدت المدينة (عاصمة الخلافة الإسلامية) للمتطوعين وتجهيزهم، وترحيلهم إلى مصر لغزو إفريفية تحت قيادة عبد الله بن سعد، وقد خرج في تلك الغزوة الحسن والحسين، وابن عباس وابن جعفر وغيرهم.
وعندما بات الاستعداد تامًا خطب عثمان فيهم، ورغبهم في الجهاد، وقال لهم: لقد استعملت عليكم الحارث بن الحكم إلى أن تقدموا على عبد الله بن سعد فيكون الأمر إليه، وأستودعكم الله. وعندما وصل الجيش إلى مصر انضم إلى جيش عبد الله بن سعد، وتقدم من الفسطاط تحت قيادة عبد الله ذلك الجيش الذي يقدر بعشرين، وعندما وصلوا إلى برقة انضم إليهم عقبة بن نافع ومن معه من المسلمين.
وأرسل عبد الله بن سعد الطلائع وقد رصدت مجموعات من السفن الحربية تابعة للإمبراطورية الرومانية، حيث كانت هذه السفن الحربية قد رست في ساحل ليبيا البحري بالقرب من مدينة طرابلس، وأصبح ما تحمله تلك السفن غنيمة للمسلمين، وقد أسروا أكثر من مائة من أصحابها، وتعتبر هذه أول غنيمة ذات قيمة أصابها المسلمون في طريقهم لفتح إفريقية.
وواصل عبد الله بن سعد السير إلى إفريقية حتى وصل جيشه إلى مدينة سبيطلة، وهناك التقى جيش المسلمين بقيادة عبد الله ابن سعد وجيش جرجير حاكم إفريقية، وكان تعداد جيشه يبلغ حوالي مائة وعشرين ألفا، وكان قد عرض على جرجير الدخول في الإسلام، أو أن يدفع الجزية، ويبقى على دينه، ولكنه رفض، فنشبت المعركة بين الطرفين لعدة أيام، حتى وصل مدد بقيادة عبد الله بن الزبير.
ولما رأى الروم ذلك أرسلوا إلى عبد الله بن سعد وطلبوا منه أن يرتحل بجيشه، وألا يعترضوه بشيء وذلك بعد أن وجهوا إليه ثلاثمائة قنطار من الذهب في بعض الروايات، وفي البعض الآخر مائة قنطار، جزية في كل سنة على أن يكف عنهم ويخرج من بلادهم، فقبل ذلك منهم وقبض المال، وكان في شرط صلحهم أن ما أصاب المسلمون قبل الصلح فهو لهم، وما أصابوه بعد الصلح رده عمر إن عبد الله بن الزبير قال لعبد الله بن سعد: «إن أمرنا يطول مع هؤلاء وهم في أمداد متصلة وبلاد هي لهم ونحن منقطعون عن المسلمين وبلادهم، وقد رأيت أن نترك غداً جماعة صالحة من أبطال المسلمين في خيامهم متأهبين ونقاتل نحن الروم في باطن العسكر إلى أن يضجروا ويملوا، فإذا رجعوا إلى خيامهم ورجع المسلمون ركب من كان في الخيام من المسلمين ولم يشهدوا القتال وهم مستريحون ونقصدهم على غرة، فلعل الله ينصرنا عليهم»، فأحضر جماعة من أعيان الصحابة واستشارهم فوافقوه على ذلك، فلما كان الغد فعل عبد الله ما اتفقوا عليه، وأقام جميع شجعان المسلمين في خيامهم وخيولهم عندهم مسرجة، ومضى الباقون فقاتلوا الروم إلى الظهر قتالاً شديداً، فلما أذن بالظهر همَّ الروم بالانصراف على العادة فلم يمكنهم ابن الزبير وألح عليهم بالقتال حتى أتعبهم، فكل الطائفتين ألقى سلاحه ووقع تعباً، فعند ذلك أخذ عبد الله بن الزبير من كان مستريحاً من المسلمين وقصد الروم فلم يشعروا بهم حتى خالطوهم وكبروا فلم يتمكن الروم من لبس سلاحهم حتى غشيهم المسلمون، وقام عبد الله بن الزبير بقتل جرجير، وانهزم الروم، وأخذت ابنة الملك جرجير سبية، ونازل عبد الله بن سعد المدينة وحاصرهم حتى فتحها، فكان سهم الفارس ثلاثة آلاف دينار وسهم الراجل ألف دينار.

#### معركة ذات الصواري

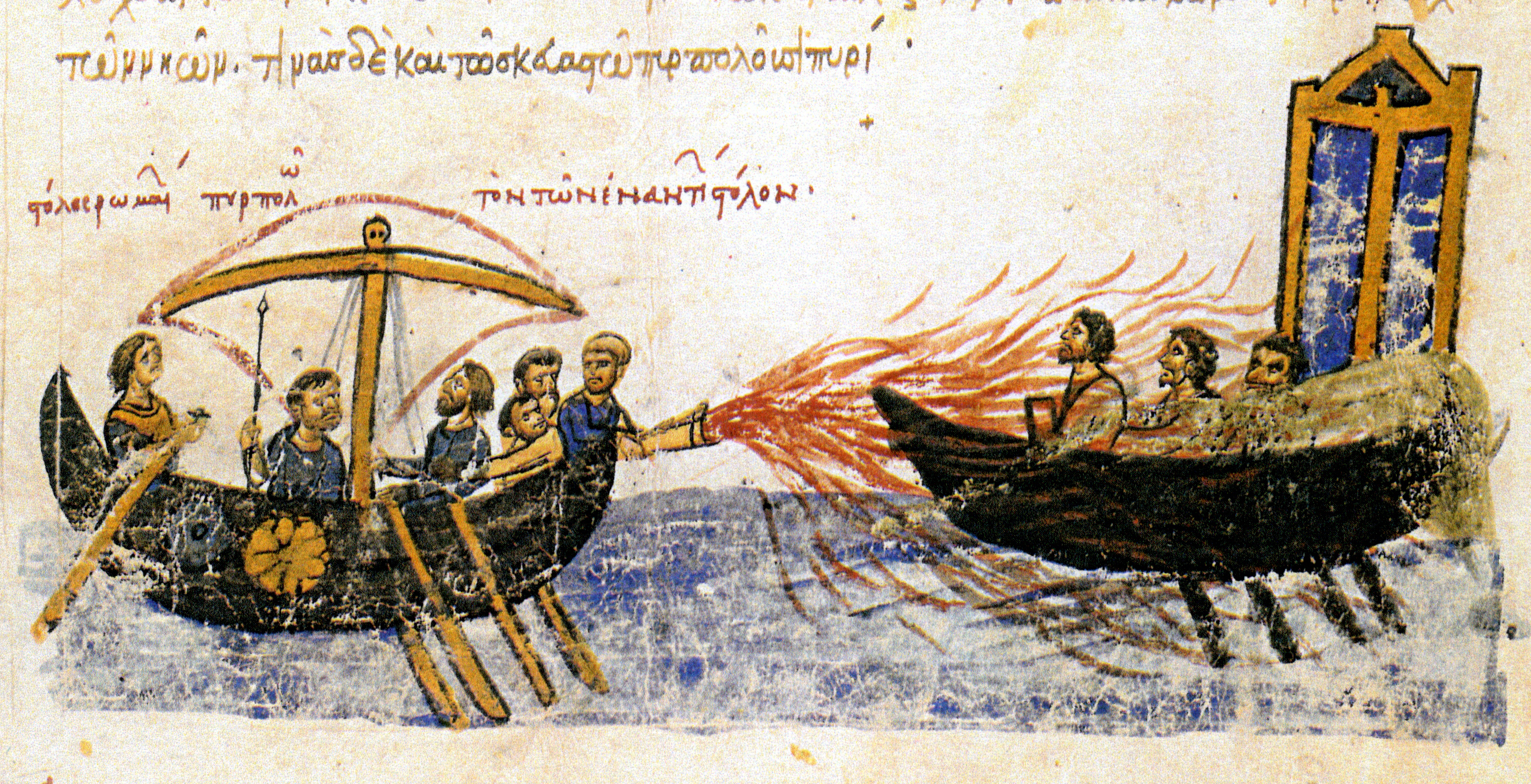
استخدم الروم النار الإغريقية في معركة ذات الصواري التي انتهت بانتصار المسلمين.

أصيب الروم بضربة حاسمة في إفريقية، وتعرضت سواحلهم للخطر بعد سيطرة الأسطول الإسلامي على سواحل المتوسط من ردوس حتى برقة، فجمع قسطنطين بن هرقل أسطولاً بناه الروم من قبل، فخرج بألف سفينة لضرب المسلمين ضربة يثأر فيها لخسارته المتوالية في البر، فأذن عثمان بن عفان بصد العدوان، فأرسل معاوية مراكب الشام بقيادة بسر بن أرطأة، واجتمع مع عبد الله بن سعد بن أبي السرح في مراكب مصر، وكانت كلها تحت إمرته، ومجموعها مائتا سفينة.
طلب المسلمون من الروم: إن أحببتم ننزل إلى الساحل فنقتتل حتى يكتب لأحدنا النصر، وإن شئتم فالبحر. قال مالك بن أوس: «فنخروا نخرة واحدة، وقالوا: بل الماء الماء»، وذلك لما يمتلكه الروم من خبرة في هذا الأمر وحداثة عهد المسلمين به.
فقال القائد المسلم لصحبه: «أشيروا عليَّ؟» فقالوا: «انتظر الليلة بنا لنرتب أمرنا ونختبر عدونا». وفي الصباح أراد قسطنطين أن يسرع في القتال، ولكن عبد الله بن سعد بن أبي السرح لما فرغ من صلاته إماماً بالمسلمين للصبح، استشار رجال الرأي والمشورة عنده، فاتفق معهم على خطة، وذلك بأن يجعلوا المعركة برية على الرغم من أنهم في عرض البحر، حيث أمر عبد الله جنده أن يقتربوا من سفن أعدائهم فاقتربوا حتى لامست سفنهم سفن العدو، فنزل الفدائيون إلى الماء، وربطوا السفن الإسلامية بسفن الروم، ربطوها بحبال متينة، فصار 1200 سفينة في عرض البحر، وصفَّ عبد الله بن سعد المسلمين على نواحي السفن يعظهم ويأمرهم بتلاوة القرآن، خصوصا سورة الأنفال؛ لما فيها من معاني الوحدة والثبات والصبر.
وبدأ الروم القتال، وانقضوا على سفن المسلمين فنقض الروم صفوف المسلمين المحاذية لسفنهم، وصار القتال كيفما اتفق، وكان قاسياً على الطرفين، وسالت الدماء على الماء، فصار أحمر، وترامت الجثث في الماء، وتساقطت فيه، وضربت الأمواج السفن حتى ألجأتها إلى الساحل، وقتل الكثير من الطرفين، حاول الروم أن يغرقوا سفينة عبد الله بن أبي السرح، كي يبقى جند المسلمين بدون قائد، فتقدمت من سفينته سفينة رومية، ألقت إلى عبد الله السلاسل لتسحبها وتنفرد بها، ولكن علقمة بن يزيد الغطيفي أنقذ السفينة والقائد بأن ألقى بنفسه على السلاسل وقطعها بسيفه. وانتصر المسلمون، وكاد الأمير قسطنطين أن يقع أسيراً في أيدي المسلمين لكنه تمكن من الفرار، فوصل جزيرة صقلية. وألقت به الريح هناك، فسأله أهله عن أمره فأخبرهم، فقالوا: «شمت النصرانية، وأفنيت رجالها، لو دخل المسلمون لم نجد من يردهم» فقتلوه، وخلوا من كان معه من المراكب.

## مقتل عثمان

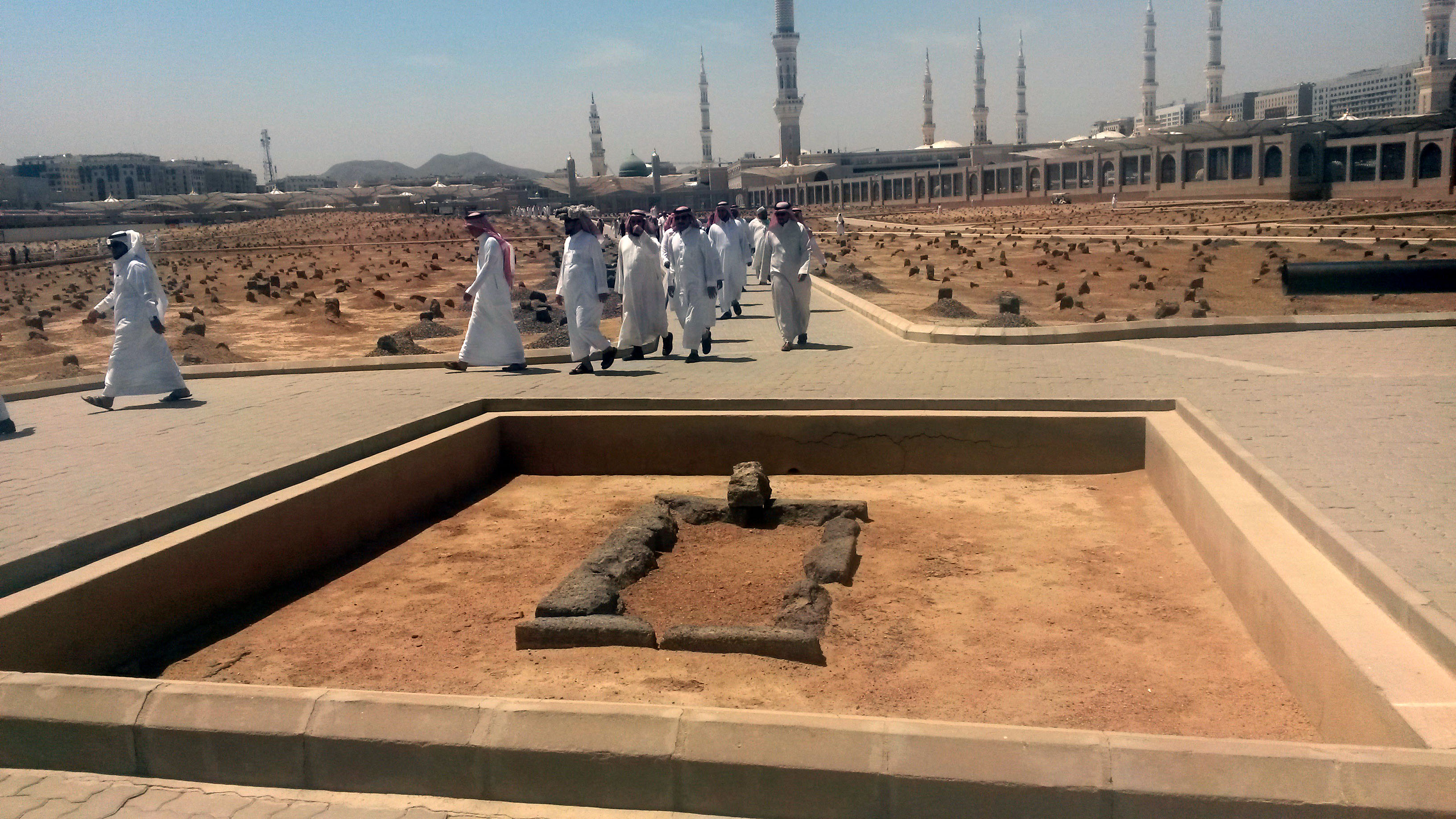
مقبرة البقيع، حيث دفن عثمان بن عفان.

كان عثمان قد ولي اثنتي عشرة سنة خليفة للمسلمين، وقد بدأت أحداث الفتنة في النصف الثاني من ولايته وهي التي أدت إلى استشهاده.
ومن أسباب تلك الفتنة الرخاء في عهده وأثره في المجتمع، وطبيعة التحول الاجتماعي وظهور جيل جديد غير جيل الصحابة، بالإضافة إلى الشائعات، والعصبية الجاهلية، ومن أهم الأسباب خوض المنافقين حيث وجدوا من يستمع إليهم.
وفق معتقد أهل السنة أن المدبر الرئيسي للفتنة هو عبد الله بن سبأ الذي كان يهودياً وأظهر الإسلام في عهد عثمان. ومنهم من عمل على محاصرة عثمان بن عفان في داره وزوروا عليه كتاباً ورد فيه بأنه يريد قتلهم بعد أن أعطاهم الأمان على أنفسهم. وعندما اشتد أمر أهل الفتنة وتهديدهم للخليفة بالقتل تحرك الصحابة لردهم وقتالهم وهو ما رفضه عثمان وأمر بألا يرفع أحد السيف للدفاع عنه، وأن لا يُقتل أحد بسببه، فقد كان يعلم بأنهم لا يريدون أحد غيره، فكره أن يتوقى بالمؤمنين، وأحب أن يقيهم بنفسه، ولعلمه بأن هذه الفتنة فيها قتله، عن عبد الله بن حوالة أن رسول الله محمد قال: «من نجا من ثلاث فقد نجا، ثلاث مرات، موتي، والدجال، وقتل خليفة مصطبر بالحق معطيه».
عن ابن عمر قال: (ذكر رسول الله فتنة، فمر رجل، فقال: «يُقتل فيها هذا المقنع يومئذ مظلوماً»، قال: فنظرت فإذا هو عثمان بن عفان).
بينما تقول الرواية الشيعية أن أهل المدينة كانوا من الثائرين على عثمان، وبعضهم غير مناصر له، وأنهم كتبوا إلى الأمصار بالقدوم إلى المدينة وأنّ الجهاد فيها. ويرون بأن هناك من الصحابة من هم قد خرجوا على عثمان ولم ينصروه، فأرسل إلى معاوية بن أبي سفيان ليقاتلهم، ولكنه لم يبعث بجيش إلى نصرة الخليفة عثمان، وقد علّل ذلك بأنّه كره مخالفة أصحاب النبيّ. كما يرى الشيعة بأنه لا وجود لعبد الله بن سبأ.
هاجم المتمردون دار عثمان وأصيب ذلك اليوم أربعة من شبان قريش وقتل منهم أربعة، ثم هجموا على عثمان بن عفان فقتلوه، وهو يقرأ في المصحف فانتضح الدم على قوله تعالى: ﴿فَسَيَكْفِيكَهُمُ اللَّهُ وَهُوَ السَّمِيعُ الْعَلِيمُ﴾ (سورة البقرة، الآية: 137).
وكان ذلك في يوم الجمعة الموافق 18 من شهر ذي الحجة سنة 35 هـ، وعمره اثنتان وثمانون سنة، ودفن ليلة السبت بين المغرب والعشاء في حش كوكب الذي كان قد اشتراه ووسع به البقيع.
قُتل في أوسط أيام التشريق (12 ذي الحجة) لصحة نقله عن أبي عثمان النهدي، المعاصر للحادثة. وما سواه من أقوال لم يصح إسناد شيء منها، وكل ما جاء به من أسانيد فهي ضعيفة، وبعض منها صدر ممن لم يعاصر الحادثة.

## زوجات عثمان وذريته
كان لدى عثمان بن عفان ثمان زوجات، أنجبن له ستة عشر من الأولاد، تسعة منهم ذكور وسبع إناث.

### زوجاته

#### قبل إسلامه
- أم عمرو بنت جندب الدوسية، أنجبت منه: عمرو وخالد وأبان وعمر ومريم.
- فاطمة بنت الوليد المخزومية القرشية، أنجبت منه: الوليد وسعيد وأم سعيد. عمرو كان أكبر أبناء عثمان وفي فترة ما قبل الإسلام كان يعرف عثمان بأبي عمرو.

#### بعد إسلامه
- رقية بنت محمد الهاشمية القرشية ابنة الرسول محمد، وقد أنجبت له: عبد الله بن عثمان، ولكنه توفي مبكراً، وكان عثمان يسمى بأبي عبد الله بعد إسلامه.
- أم كلثوم بنت محمد الهاشمية القرشية ثاني بنات الرسول، ولم تنجب لعثمان، تزوجها بعد وفاة رقية.
- فاختة بنت غزوان بن جابر المازنية، تزوجها بعد وفاة أم كلثوم، أنجبت له عبد الله بن عثمان الأصغر، وقد توفي صغير السن.[186]
- أم البنين بنت عُيينة بن حصن بن حذيفة الفزارية الغطفانية، تزوجها بعد وفاة أم كلثوم، أنجبت له عبد الملك بن عثمان، وقد مات صغيراً.
- رملة بنت شيبة بن ربيعة العبشمية القرشية، أنجبت له عائشة وأم أبان وأم عمرو بنت عثمان.
- نائلة بنت الفرافصة بن الأحوص الكلبية، أنجبت له: ابنته مريم كما قال ابن الجوزي وابن سعد، وقال آخرون أن مريم ليست ابنتها. قال ابن الجوزي: ومريم أمها نائلة بنت الفرافصة.[186]

ذرية عثمان بن عفان وزوجاته

### ذريته

#### أبناؤه
- عبد الله: ولد قبل الهجرة بعامين، وأمه رقية بنت رسول الله محمد، مات في السنة الرابعة للهجرة، وكان عمره ست سنوات.[187]
- عبد الله الأصغر: أمه فاختة بنت غزوان.
- عمرو: وأمه أم عمرو بنت جندب، توفي سنة ثمانين للهجرة.
- خالد: وأمه أم عمرو بنت جندب.
- أبان: وأمه أم عمرو بنت جندب كان إمامًا في الفقه يكنى أبا سعيد، تولى إمارة المدينة سبع سنين في عهد عبد الملك بن مروان، توفي سنة 105 هـ.[188]
- عمر: وأمه أم عمرو بنت جندب.
- الوليد: وأمه فاطمة بنت الوليد بن عبد شمس بن المغيرة المخزومية.
- سعيد: وأمه فاطمة بنت الوليد المخزومية، تولى أمر خراسان عام 56 هـ، في عهد معاوية بن أبي سفيان.
- عبد الملك: وأمه أم البنين بنت عينية بن حصن، ومات صغيرًا.

#### بناته
هن سبع بنات من خمس زوجات، منهن:
- مريم: وأمها أم عمرو بنت جندب.
- أم سعيد: وأمها فاطمة بنت الوليد بن عبد شمس المخزومية.
- عائشة: وأمها رملة بنت شيبة بن ربيعة.
- مريم: وأمها نائلة بنت الفرافصة.
- أم البنين: وأمها أم ولد.[189]

## الآراء والمواقف حول عثمان

### نظرة أهل السنة والجماعة

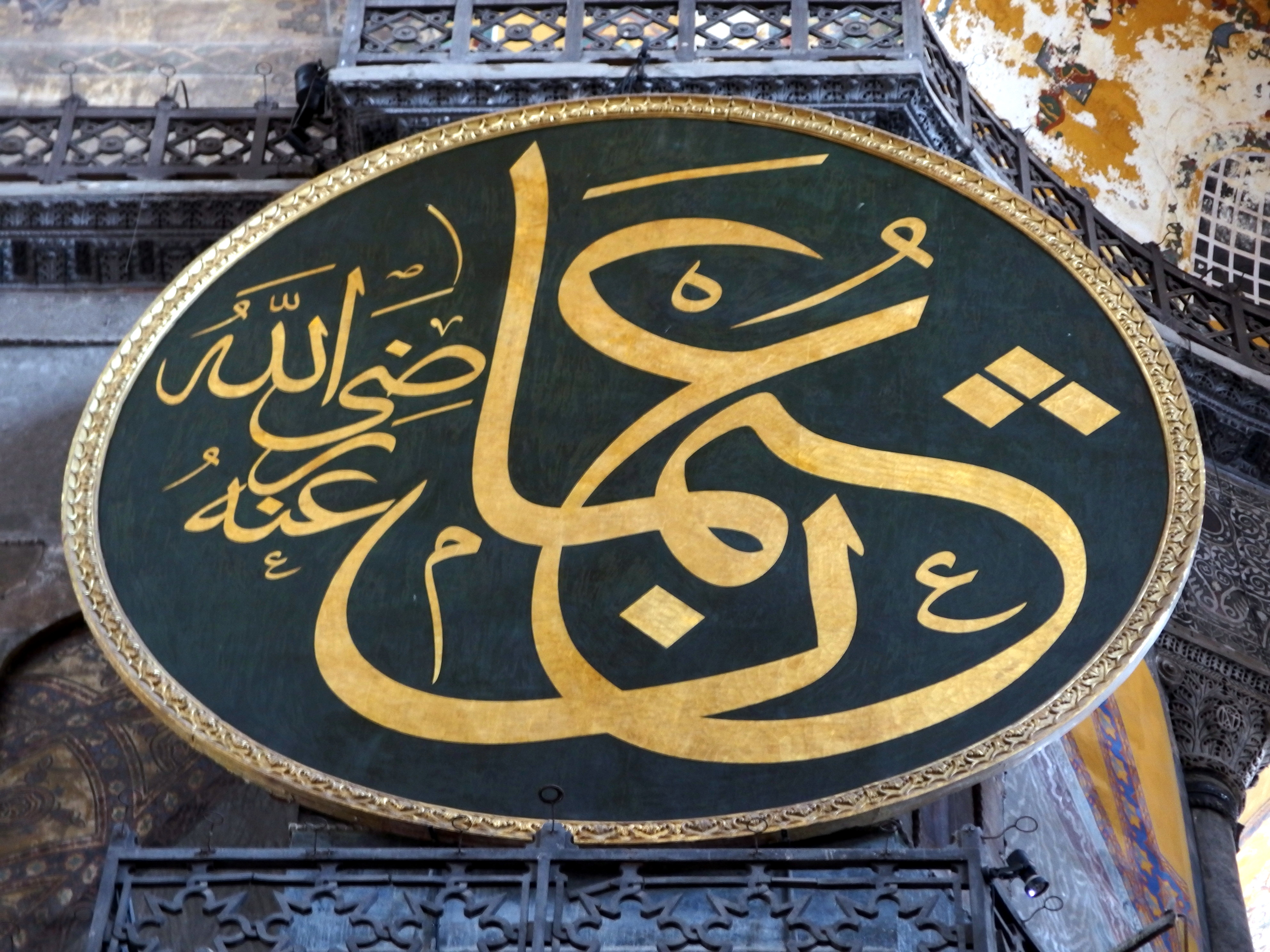
رسم لاسم عثمان على أحد الصحون الجدارية في آيا صوفيا.

يُعدّ عُثمان بن عفّان أحد أكثر الشخصيات تبجيلاً عند أهل السنة والجماعة، حيث يرون أنه من السّابقين الأوّلين إلى الإسلام، وأن رسول الله ما زوجه ابنتيه إلا لحبه له، حيث زوجه ابنته رقية، وهاجر الهجرتين وهي معه، وما تخلّف عن بدر إلا لمرضها، وبعد وفاتها زوّجه النّبيّ أم كلثوم وبذلك يسمى «ذو النورين».
وهم يقرون بصحة خلافته كما بصحة خلافة باقي الخلفاء الراشدين، ويرون بأنه جامع القرآن، كما أنه قد بذل ماله في خدمة الإسلام والمسلمين، وأنه ذو الحلم التام الذي لم يدركه غيره وصاحب الحياء الإيماني الذي قال فيه رسول الله: «وأصدقهم حياء عثمان».
وقد وردت أحاديث وآثار عديدة تبين فضل عثمان ومكانته وصفاته، منها:
- روي عن أبي موسى الأشعري أنه قال: « كنت مع النبي في حائط من حيطان المدينة فجاء رجل فاستفتح، فقال النبي: " افتح له وبشره بالجنة " ففتحت له فإذا هو أبو بكر، فبشرته بما قال رسول الله، فحمد الله. ثم جاء رجل فاستفتح، فقال النبي: " افتح له وبشره بالجنة " ففتحت له فإذا هو عمر، فأخبرته بما قال رسول الله، فحمد الله. ثم جاء رجل فاستفتح، فقال لي: " افتح له وبشره بالجنة على بلوى تصيبه "، فإذا عثمان. فأخبرته بما قال رسول الله، فحمد الله ثم قال: الله المستعان».[192]
- عن أنس بن مالك قال: «صعد النبي أُحُداً ومعه أبو بكر وعمر وعثمان، فرجف، فقال: " اسكن أحد - أظنه ضربه برجله - فليس عليك إلا نبي وصديق وشهيدان "».[193]
- عن أبي هريرة قال: «أن رسول الله كان على حراء، وأبو بكر، وعمر وعثمان، وعلي وطلحة، والزبير، فتحركت الصخرة، فقال رسول الله: " إهدأ فما عليك إلا نبي وصديق وشهيد "».[194]
- عن أنس بن مالك قال: «أرحم أمتي أبو بكر وأشدها في دين الله عمر، وأصدقها حياءً عثمان، وأعلمها بالحلال والحرام معاذ بن جبل، وأقرؤها لكتاب الله أُبَيْ وأعلمها بالفرائض زيد بن ثابت، ولكل أمة أمين وأمين هذه الأمة أبو عبيدة بن الجراح "».[195]
- عن ابن عمر قال: «ذكر رسول الله صلى الله عليه وسلم فتنة، فمر رجل، فقال: " يقتل فيها هذا المقنع يومئذ مظلوما "، قال: فنظرت، فإذا هو عثمان بن عفان».[196]
- عن كعب بن عجرة، قال: «ذكر فتنة، فقربها فمر رجل مقنع رأسه فقال رسول الله صلى الله عليه وسلم: " هذا يومئذ على الهدى "، فوثبت فأخذت بضبعي عثمان، ثم استقبلت رسول الله فقلت: هذا؟ قال: " هذا "».[197]
- عن مرة البهزي قال: «كنت عند رسول الله صلى الله عليه وسلم وقال - بهز من رواة الحديث - قال رسول الله صلى الله عليه وسلم: " تهيج فتنة كالصياصي، فهذا ومن معه على الحق ". قال: فذهبت فأخذت بمجامع ثوبه، فإذا هو عثمان بن عفان».[198]
- عن أبي الأشعث قال: «قامت خطبة بإيلياء في إمارة معاوية فتكلموا، وكان آخر من تكلم مرة بن كعب فقال: لولا حديث سمعته من رسول الله صلى الله عليه وسلم ما قمت، سمعت رسول الله صلى الله عليه وسلم يذكر فتنة فقربها فمر رجل مقنع فقال: " هذا يومئذ وأصحابه على الحق والهدى "، فقلت هذا يا رسول الله؟ وأقبلت بوجهه إليه فقال: " هذا "، فإذا هو عثمان».[199]

### نظرة الشيعة الاثنا عشريَّة

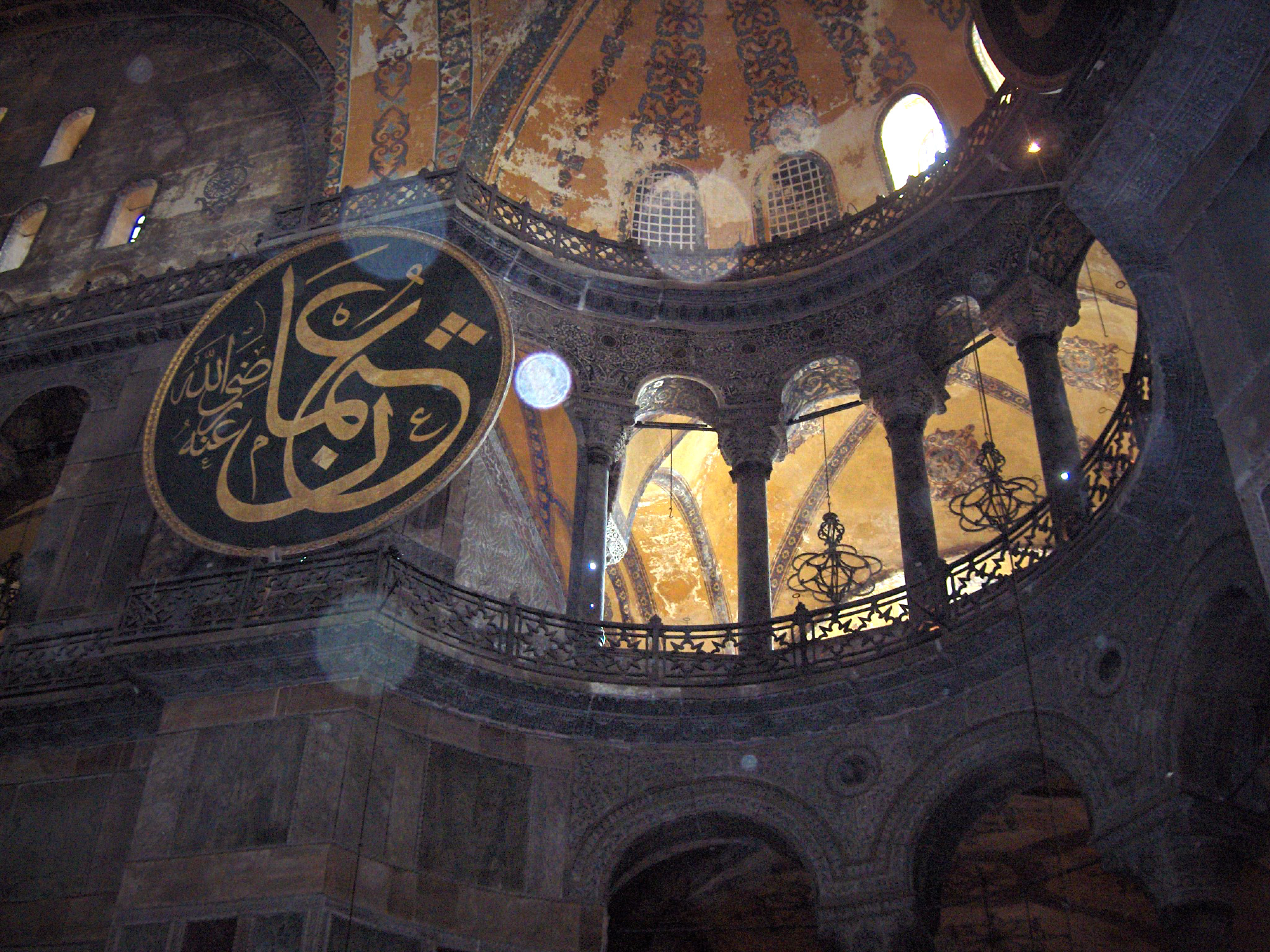
تخطيط اسم عثمان في آيا صوفيا.

يرى الشيعة بأن الأحقية بالخلافة لعلي بن أبي طالب، وأن الصحابة حابوا في أمر المسلمين، وأن عليّاً لم يرض بأن يقوم عبد الرحمن بن عوف باختيار الخليفة، وأنه ما قدم عثمان إلا لكونه صهره. كما أنهم يرون بأن هنالك محاباة من قِبله في تعيين أقاربه وسيطرتهم على أزِمَّة الحكم في عهده كما يرون بأنه قام بالإسراف في بيت المال وإعطاء أكثره لأقاربه. ويرون بأن عبد الله بن سبأ ما هو إلا شخصية خيالية ليس لها وجود، بينما يرى أهل السنة والجماعة بأن له الأثر الكبير في إشعال الفتنة التي أدَّت لمقتل عثمان.

### نظرة الشيعة الزيدية
يؤمنُ الزيديَّة «بإمامة المفضول مع وجود الأفضل»، فهم يقرّون بصحَّة خِلافة أبي بكر وعُمر وعُثمان ولا يسبّونهم ولا يتبرؤون منهم، وفي هذا يتفقون مع موقف السُنَّة، لكنهم يعتقدون بأنَّ عليًّا أحق منهم في الخِلافة، وبهذا يتفقون مع الإثني عشرية.

### نظرة الدُروز
يقول الدروز أنَّ الله أعلم ما إذا كان عُمر وأبو بكر وعُثمان هم أحق بالخلافة من عليّ أم العكس، وأنَّ العُمر محتوم حسب ما جاء في القرآن: ﴿وَلَنْ يُؤَخِّرَ اللَّهُ نَفْسًا إِذَا جَاءَ أَجَلُهَا﴾، وبما أنَّ أبا بكر وعُمر وعُثمان توفوا في حياة عليّ فلو وُليَ عليٌّ الخِلافة بعد النبيّ مُحمَّد لكان أبو بكر وعُمر وعُثمان توفوا في حياته، ولم يتسنَّ لهم تأدية رسالتهم إلى الأمَّة الإسلاميَّة، وما كان الإسلام قد وصل إلى ما هو فيه، لذلك قضت مشيئة الله أن يكونوا قبله. وهم يُفضلون الخُلفاء الأربعة حسب ترتيبهم بالخِلافة، ولكن في ذات الوقت لا يُفضلونهم في المنزلة، بل يعتقدون أنَّ عليًّا أعلى منهم.

## في السينما والتلفزيون
- 2011 : مسلسل معاوية والحسن والحسين، وقام بصوت عثمان بن عفان الممثل هشام هنيدي.
- 2012 : مسلسل عمر عن قصة حياة عمر بن الخطاب بطولة سامر إسماعيل، وقام بدور عثمان بن عفان الممثل ثامر مزيد.

## وصلات خارجية
- عثمان بن عفان من موقع نداء الإيمان
- عثمان بن عفان من موقع الرقية الشرعية

| عثمان بن عفان رأس بني أُميَّةفرع من قريشولد: حوالي سنة 579م توفي: 20 يونيو 656م |                                                                   |                      |
| ألقاب سُنيَّة                                                                   |                                                                   |                      |
| سبقه عمر بن الخطاب                                                           | أمير المؤمنين ثالث الخلفاء الراشدين 11 نوفمبر 644 – 20 يونيو 656م | تبعه علي بن أبي طالب |